# Basilique Saint-Remi de Reims
Pour les articles homonymes, voir Saint-Rémi.

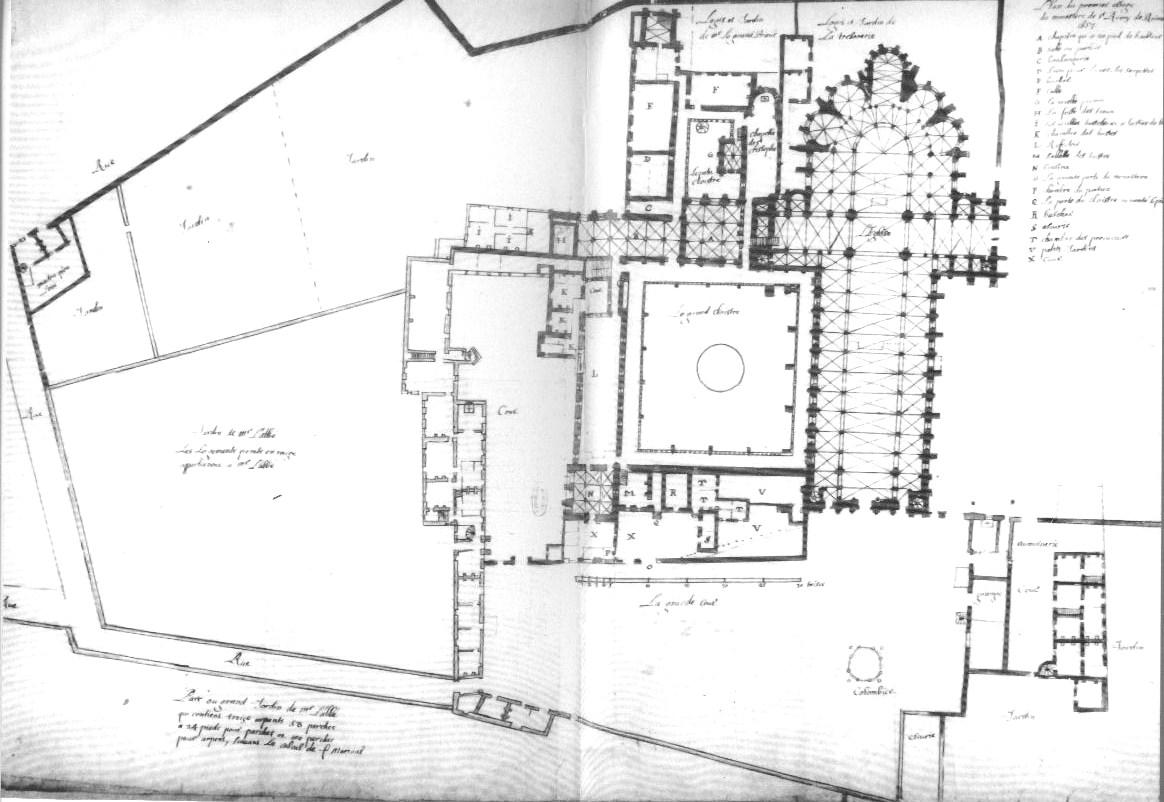
Plan de l'abbaye en 1653.

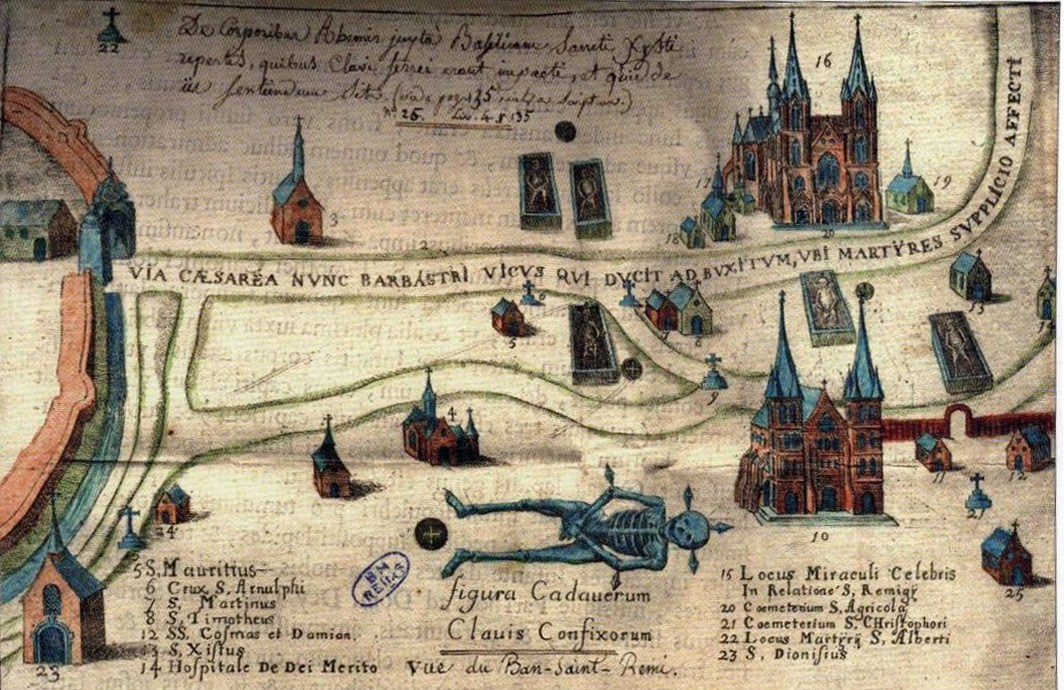
L'abbatiale en dessous de l'église Saint-Nicaise, dessin de 1666.

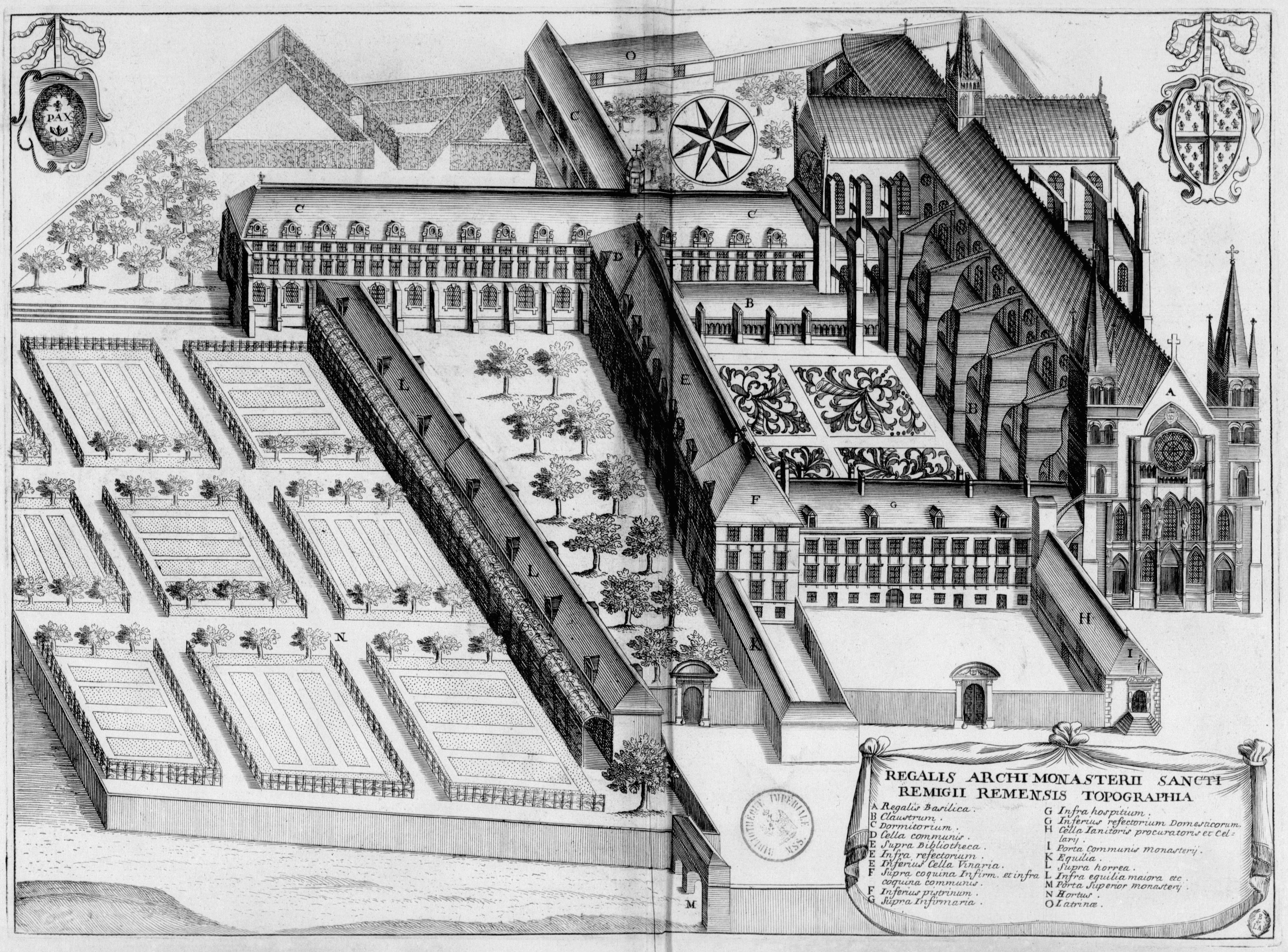
Après les modifications de la réforme mauriste.

La basilique Saint-Remi de Reims est une basilique mineure et une église paroissiale située à Reims (Champagne) en France. L'édifice est, après la cathédrale qu'elle égale presque en taille, l'église la plus importante de la ville.
Datant des XIe siècle, XIIe siècle, XIIIe et XVe siècles, elle a été longtemps rattachée à une importante abbaye, l'abbaye Saint-Remi de Reims qui est classée monument historique depuis 1840.

## Historique

### Chapelle primitive
Cette église contient les reliques de l'évêque de Reims saint Remi, qui a baptisé Clovis, roi des Francs, le jour de Noël d'une année comprise entre 496 et 506, peut-être en 499, après la bataille de Tolbiac. Cependant, la tradition retient l'an 496, célébré par la venue du pape Jean-Paul II en 1996 pour fêter les 1 500 ans du baptême de Clovis. L'évêque meurt en 533, à l'âge de 96 ans. Son renom de sainteté et de miracles répétés attire très vite de nombreux pèlerins.
En 533, saint Remi, évêque de Reims, souhaite être enterré dans la chapelle dédiée à saint Christophe qui était située à deux kilomètres de la cathédrale. Très vite cette chapelle Saint-Christophe devient un lieu de pèlerinage. Les gens affluant, on installe des religieux pour garder le corps du saint homme. On agrandit alors la chapelle primitive aux dimensions d'une église, où le corps est transféré un 1er octobre, jour qui devient alors la Saint-Remi.

### L'abbatiale carolingienne
Vers 760, l'abbé Tilpin (romancé en Turpin dans la chanson de Roland) fonde l'abbaye Saint-Remi et y installe une communauté religieuse bénédictine qui y restera jusqu'à la Révolution française.
Au milieu du IXe siècle, l'archevêque Hincmar de Reims fait réaliser des agrandissements et consacre l'abbatiale carolingienne qui disparaît après l'an mil.

### L'abbatiale romane
Un projet de remplacement de l'édifice carolingien par une grande abbatiale romane est amorcé par Airard de Reims, abbé de 1009 à 1036 mais le plan, trop ambitieux, est remanié par son successeur, l'abbé Thierry (1036–1048). Il en reste les onze travées de la nef, avec tribunes et bas-côtés ainsi que le transept. À l'époque, une charpente en bois couvre l'ensemble.
L'abbatiale a été consacrée par le pape Léon IX en 1049, lors du Concile de Reims. Ce pape, né dans un lieu inconnu du comté de Dabo ou de celui d'Eguisheim, voyageait beaucoup entre les régions actuelles d'Italie, de France et d'Allemagne. Après qu'il fut fait prisonnier par les Normands et après sa mort en 1054, il y eut un schisme entre l'Orient et l'Occident.
Entre 1118 et 1151, l'abbé Odon fit décorer le sanctuaire et le chœur monastique et ce décor fut préservé jusqu'à la Révolution française. Odon avait fait faire un pavement de mosaïques dans le chœur des moines, qui occupait les quatre dernières travées de la nef, et dans la croisée du transept. Le pavement entourait et mettait en évidence des dalles funéraires de personnages importants, enterrés dans l'église depuis l'époque carolingienne. Il y avait en particulier la pierre tombale de la reine Gerberge de Saxe, sœur d'Otton le Grand et épouse de Louis IV d'Outremer, ainsi que celle de sa fille Albrade. Les rois du Xe siècle, Louis IV et Lothaire, firent l'objet d'une présentation plus insigne : leurs statues de pierre, les figurant assis sur des trônes, furent disposées de part et d'autre du grand autel, à l'est de la croisée. En revanche, le roi Carloman Ier ne fut pas concerné par ce programme de décoration et avant la révolution, aucune épitaphe ne le mentionne.

### Apports gothique et Renaissance dans l'abbatiale
En 1162, Pierre de Celle, nouvel abbé, décide d'importantes modifications : le porche roman est démoli et on prolonge la nef de deux travées gothiques. Une nouvelle façade relie les deux tours romanes conservées. Un nouveau chœur gothique, plus profond, avec déambulatoire et cinq chapelles rayonnantes, remplace le chœur roman. De nombreux vitraux sont réalisés.
En 1181, dom Simon succède à Pierre de Celle. Il surélève et renfonce les murs romans de la nef afin de voûter l'édifice.
L'archevêque Robert de Lénoncourt, au début du XVIe siècle, fait élever le portail à fenêtre flamboyante au bras sud du transept. La Congrégation de Saint-Maur, qui réforme l'abbaye à partir de 1627 et faisant reprendre de nombreux bâtiments d'habitation, revenir des novices, fait construire la colonnade Renaissance, qui clôture le chœur.
Un grand incendie ravage l'abbaye et détruit la bibliothèque dans la nuit du 15 au 16 janvier 1774, elle sera remaniée par l'architecte Louis Duroché, la cour, l'escalier et la façade actuelle sont de lui.

### Tourmente révolutionnaire
L'édifice de l'abbatiale échappe aux démolitions de la tourmente révolutionnaire, mais l'intérieur est profané et saccagé. Des éléments de mobilier intérieur inestimables disparaissent comme la Sainte Ampoule détruite par les révolutionnaires en 1793, lorsque les bénédictins sont chassés de leur monastère. Après la Révolution française, l'abbatiale devient église paroissiale pour les quartiers du Sud.
Le XIXe siècle voit la reconstruction de la tour nord et du haut de la façade, à partir de la rose, celle des voûtes de la nef remplacées par de fausses voûtes en bois, ainsi que l'élévation d'un nouveau mausolée.

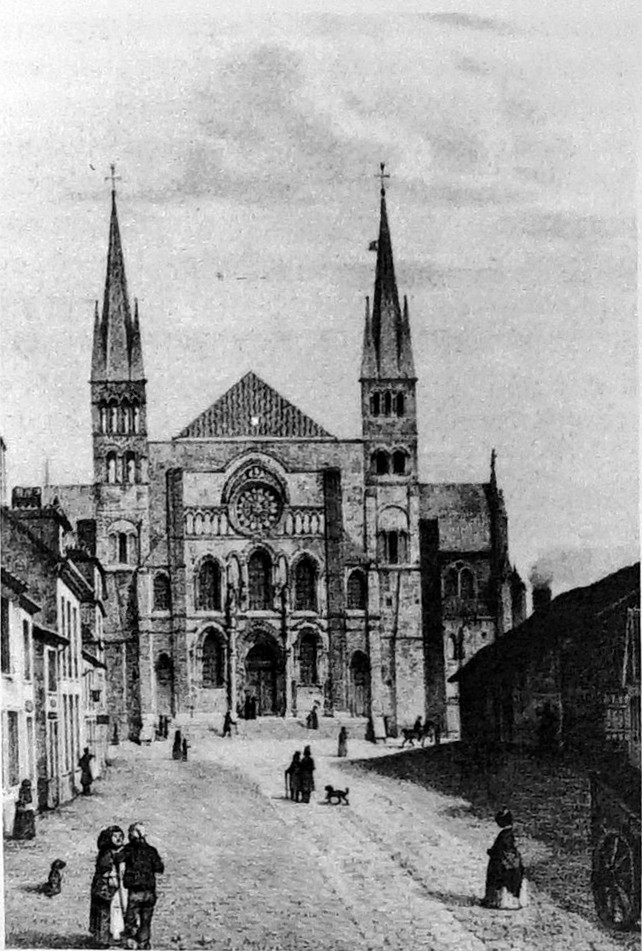
L'église avant la réfection de sa façade.
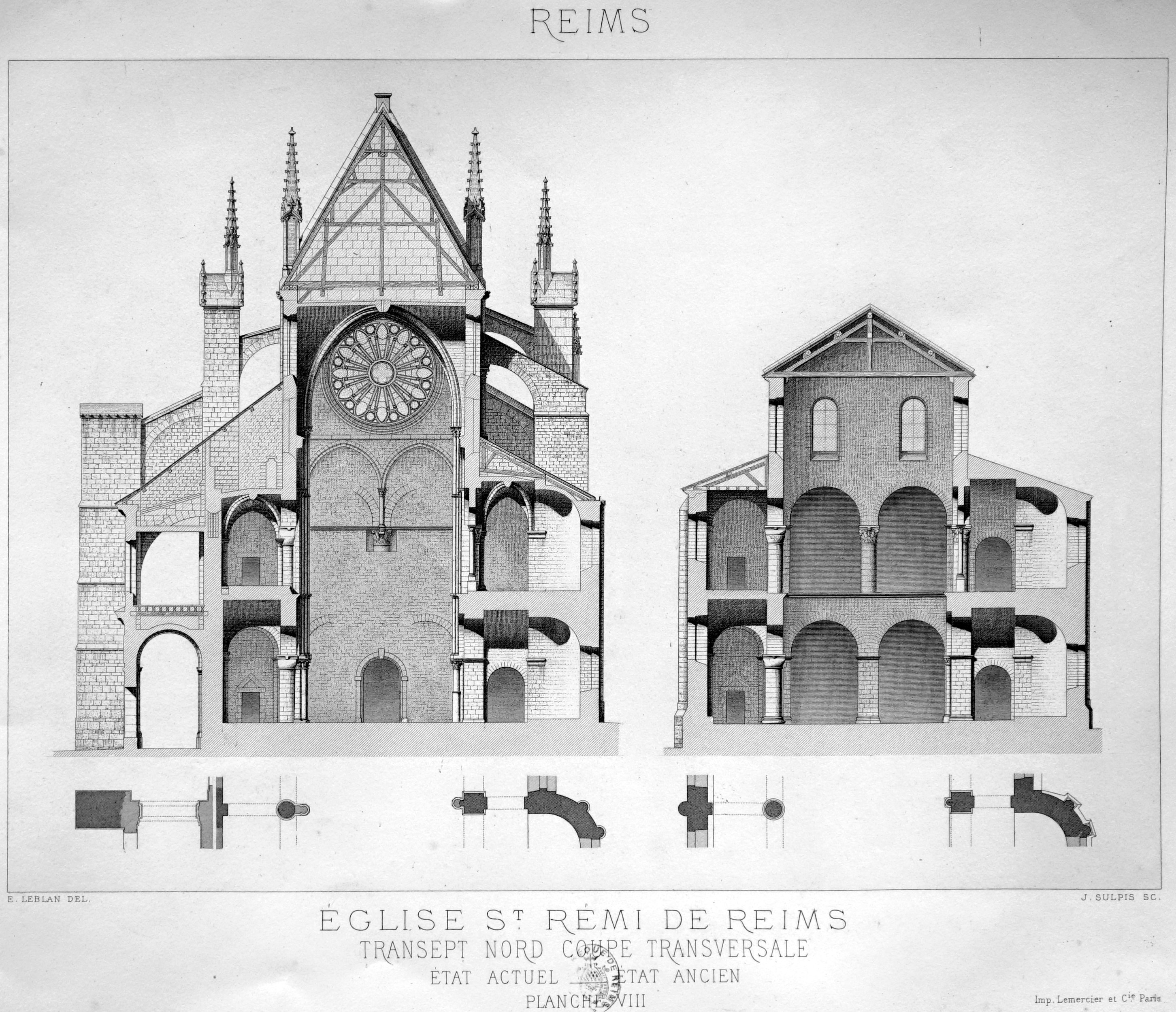
L'église sur un relevé d'Eugène Leblan, gravure de Jean-Joseph Sulpis.

### Élévation au rang de basilique
Le 17 juin 1870 l'abbatiale est élevée au rang de basilique mineure.
La châsse de saint Remi en bronze doré enfermée dans le mausolée est réalisée à l'occasion du XIVe centenaire du baptême de Clovis, en 1896. « La couronne de lumière », symbole de la Jérusalem céleste et dont les quatre-vingt-seize bougies évoquent la durée de vie de saint Remi, est refaite.

## Description

### Dimensions
- Longueur extérieure : 126 mètres (comme Notre-Dame de Paris).
- Largeur extérieure : 58 mètres

### Généralités

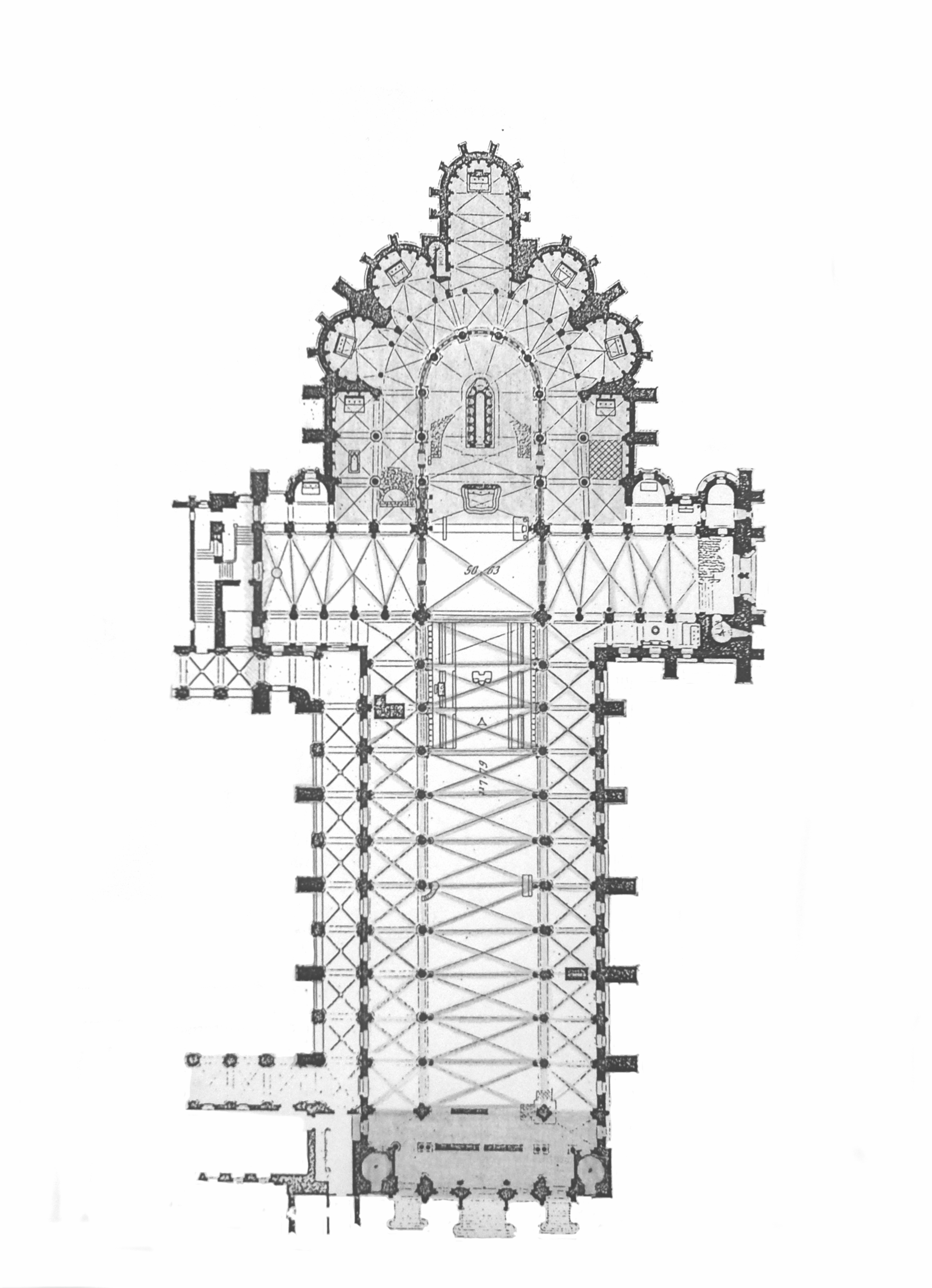
Plan de la basilique.

L'édifice adopte le plan de la basilique. La nef et les transepts, de style roman, sont les plus anciens, tandis que la façade du transept sud est la partie la plus récente. Le chœur et l'abside remontent quant à eux aux XIIe et XIIIe siècles.

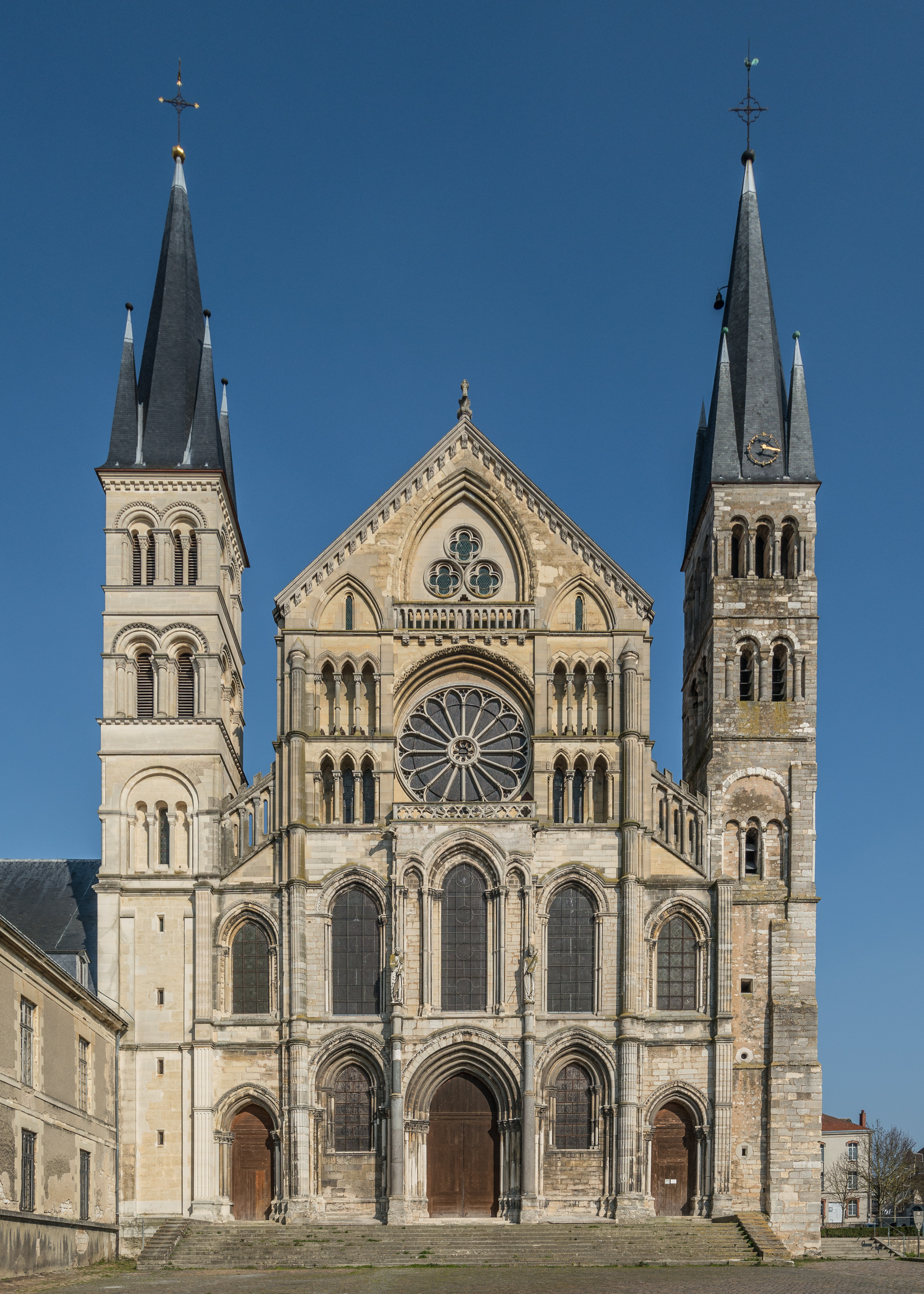
Façade principale.
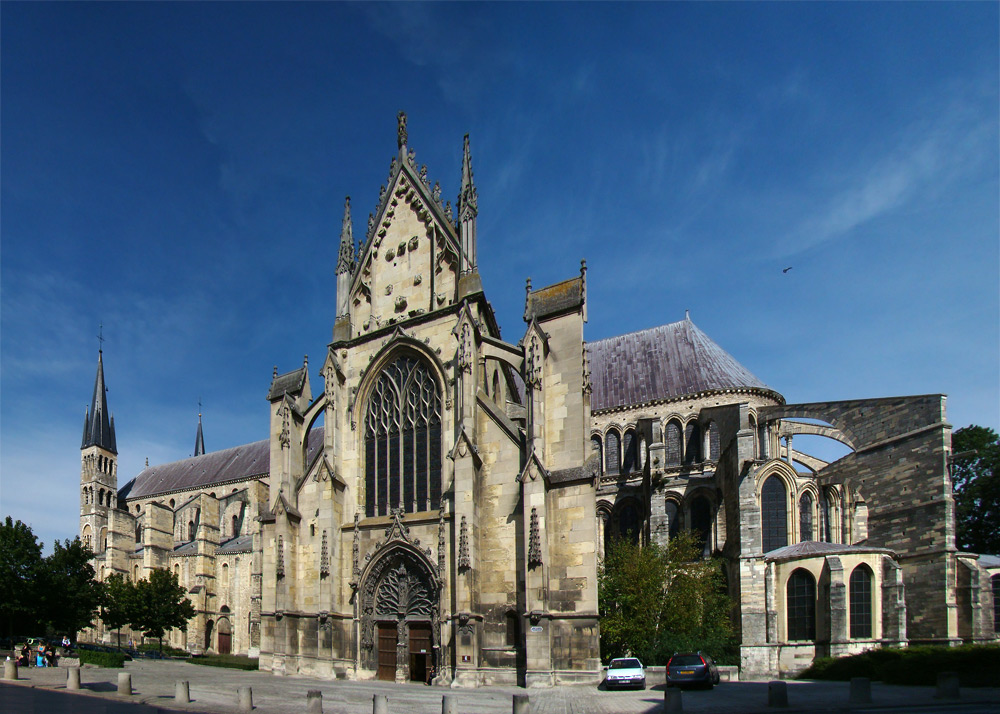
Portail transept.

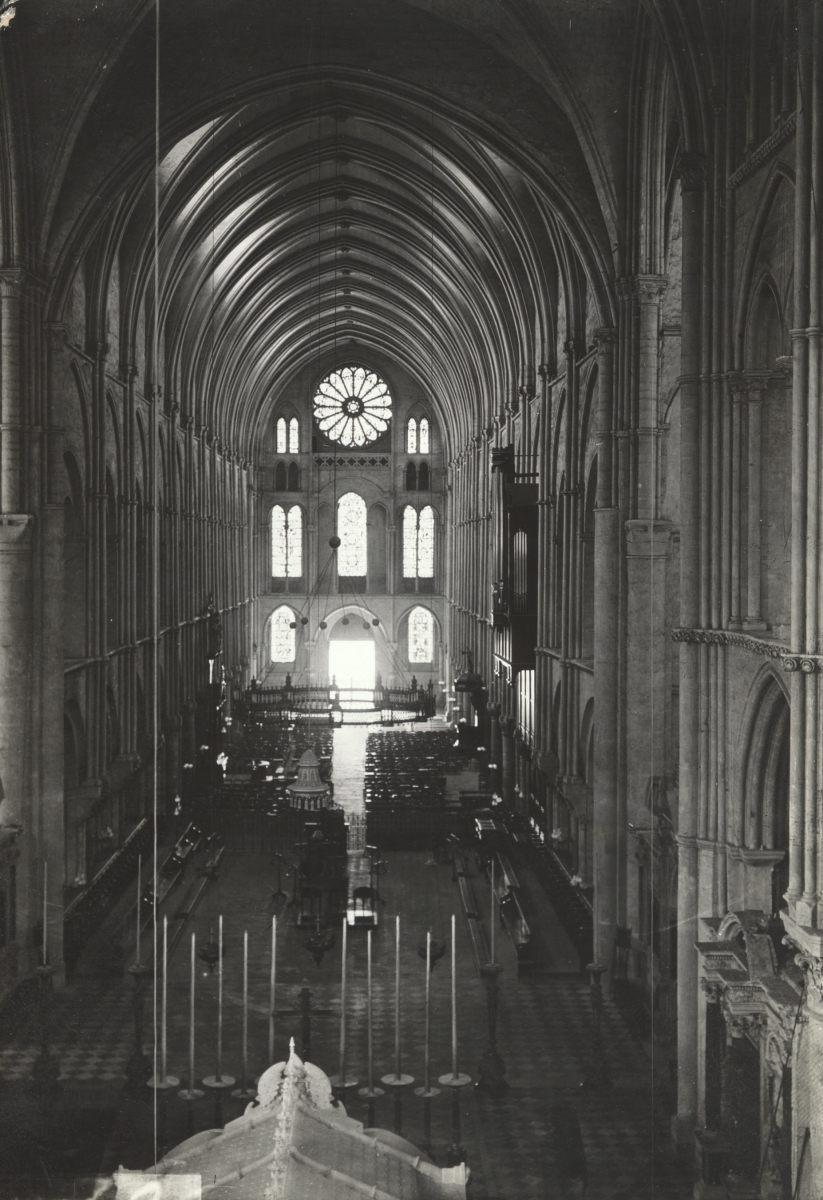
La nef vers le portail.
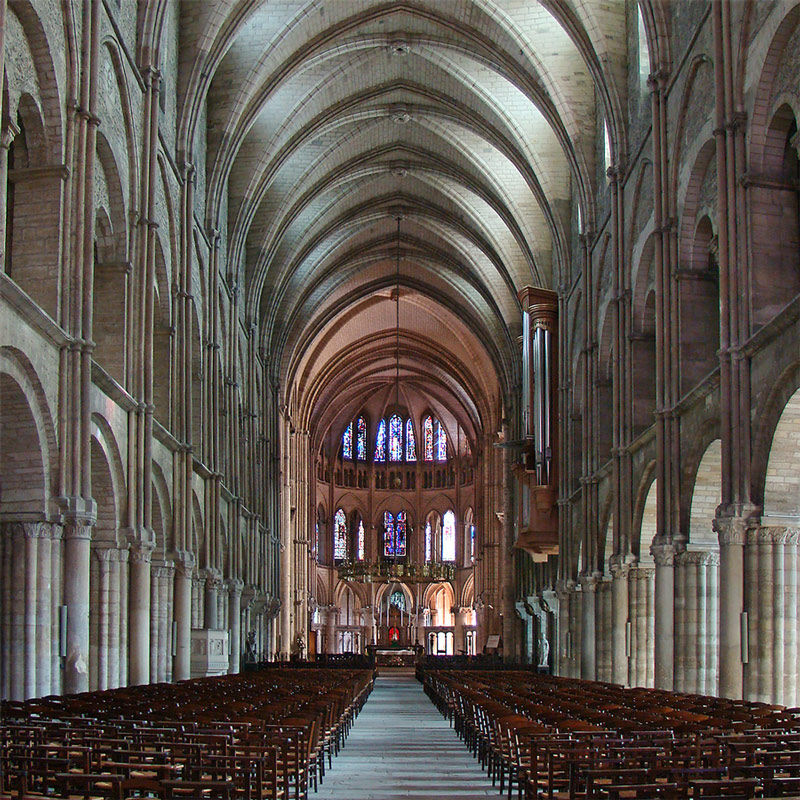
La nef, vers le chœur.
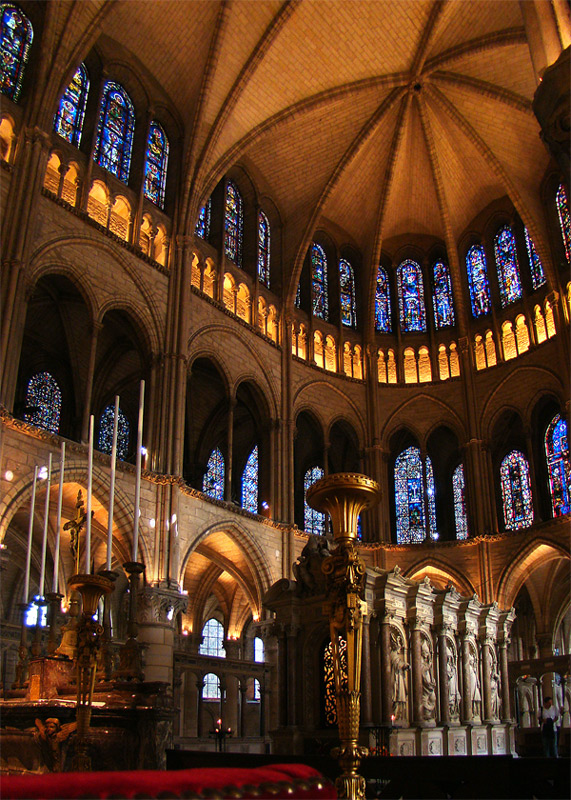
Le chœur.
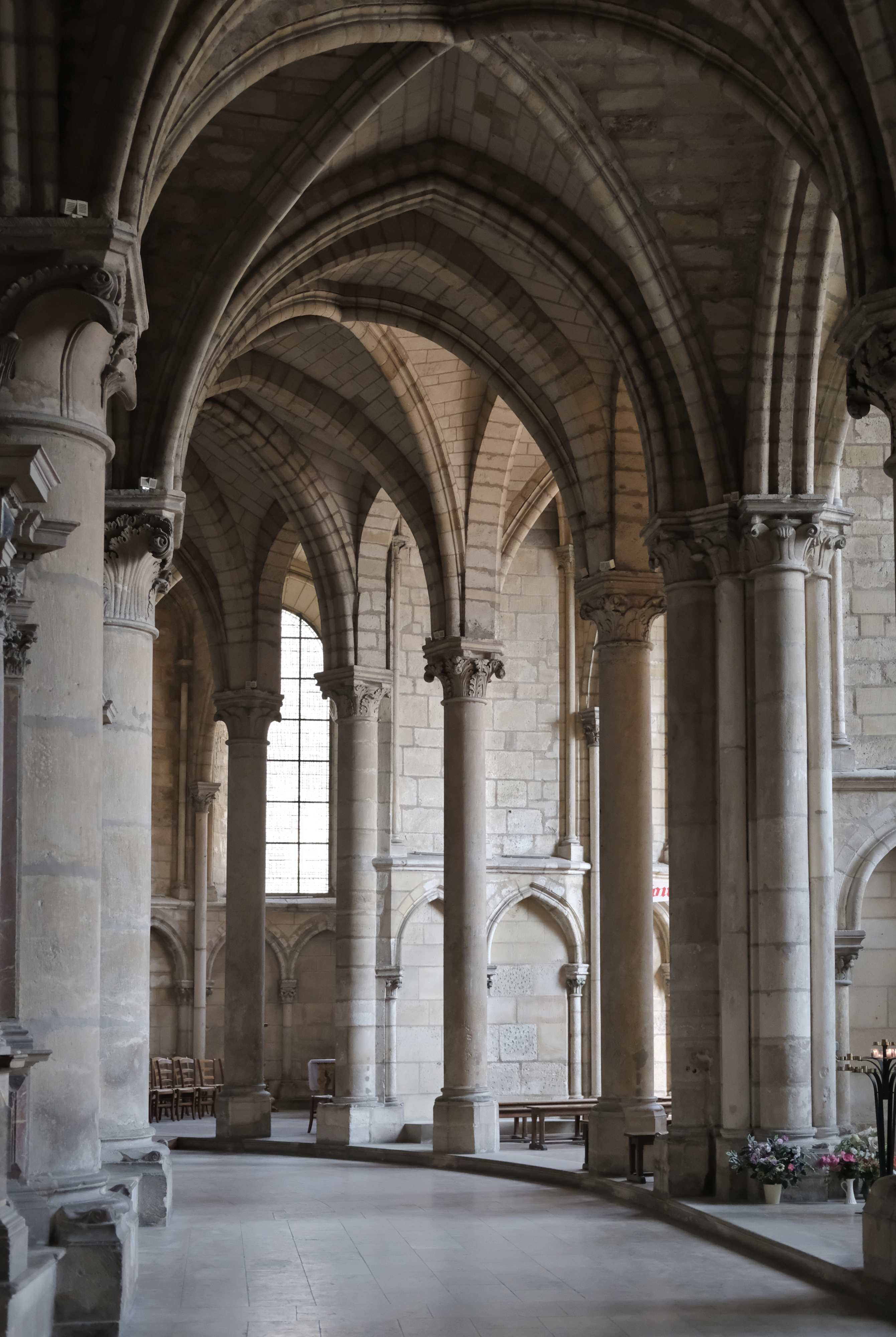
Le déambulatoire.
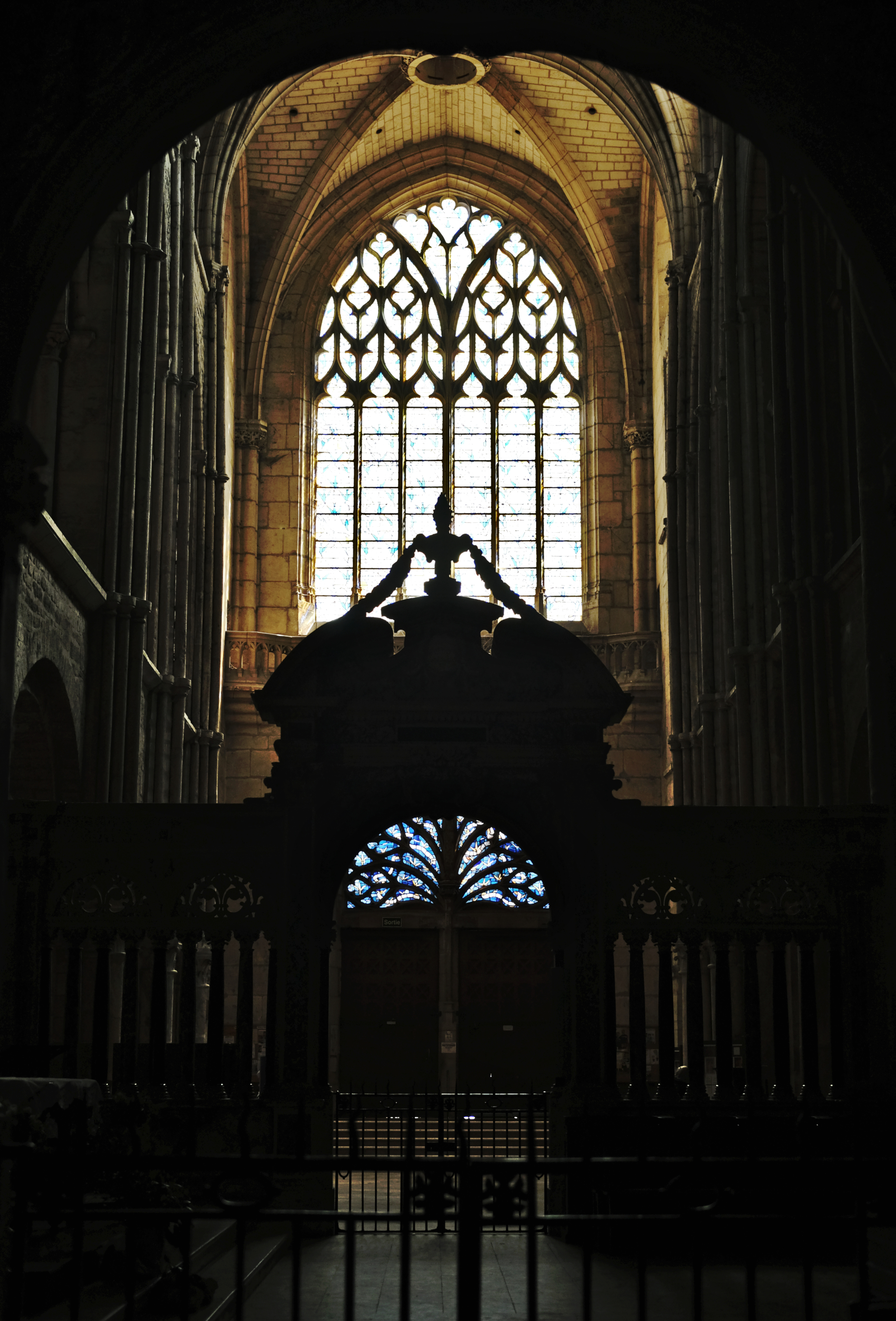
Le transept.
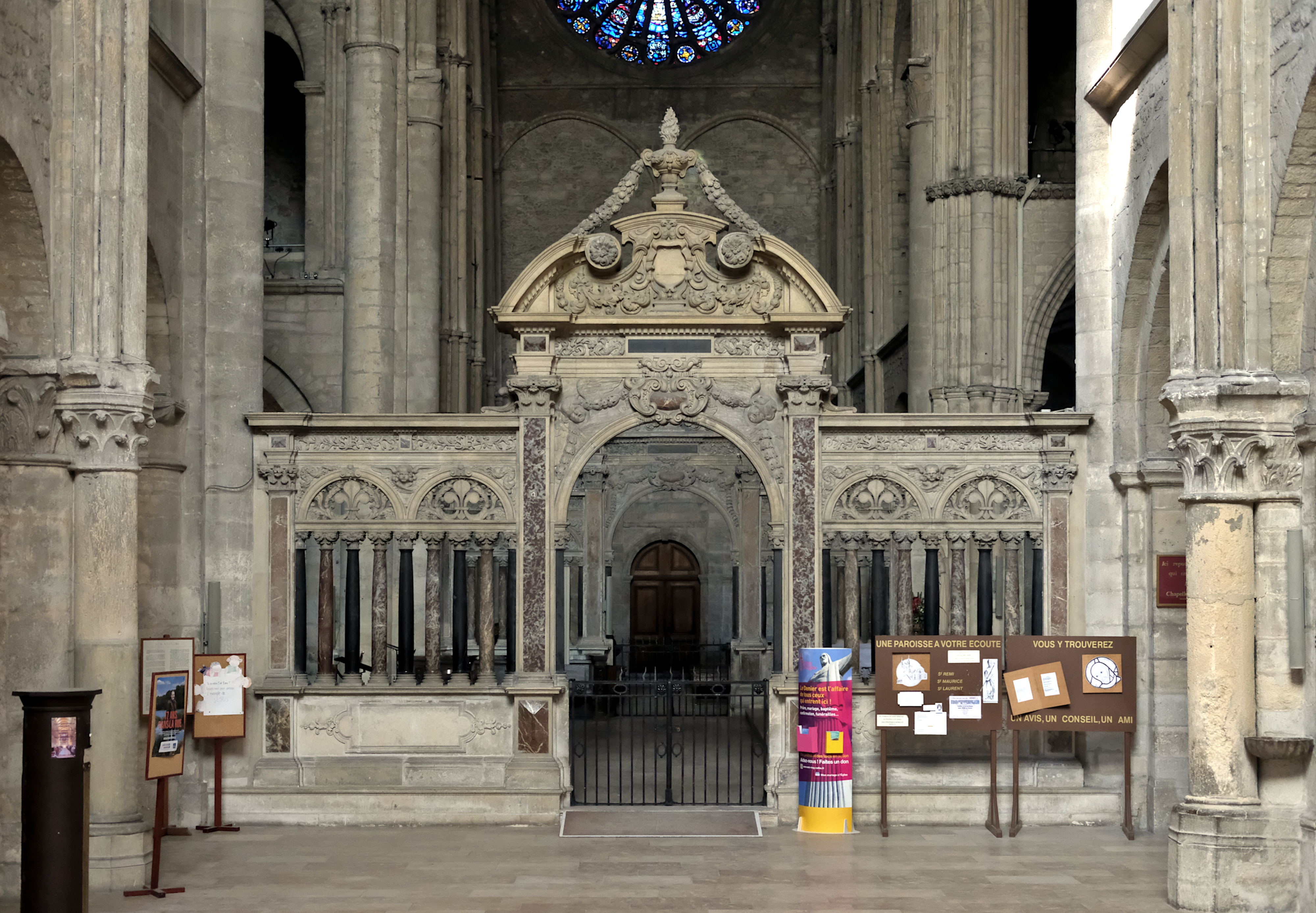
Le transept (détail).
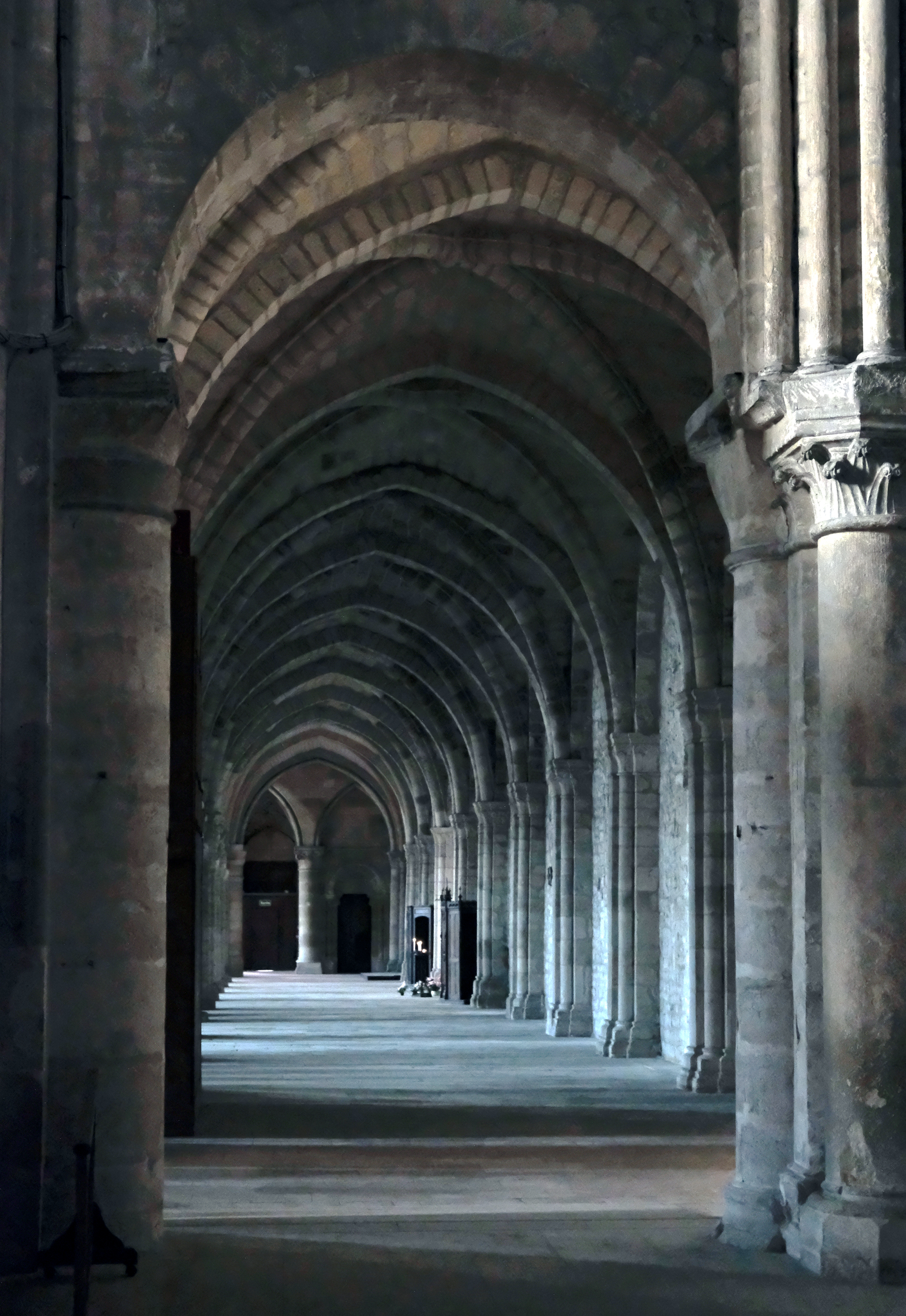
Nef latérale.

Les monuments de valeur qui se trouvaient au sein de l'église par le passé ont été pillés durant la Révolution française ; le tombeau de saint Remi est une reconstitution du XIXe siècle. Il reste toutefois des vitraux du XIIe siècle dans l'abside et les tapisseries offertes par Robert de Lenoncourt, exposées dans le musée installé dans l'ancienne abbaye. La basilique Saint-Remi ainsi que l'abbaye bénédictine attenante du XVIIIe siècle (musée Saint-Remi, collections gallo-romaines notamment) sont classées au patrimoine mondial par l'UNESCO en 1991.

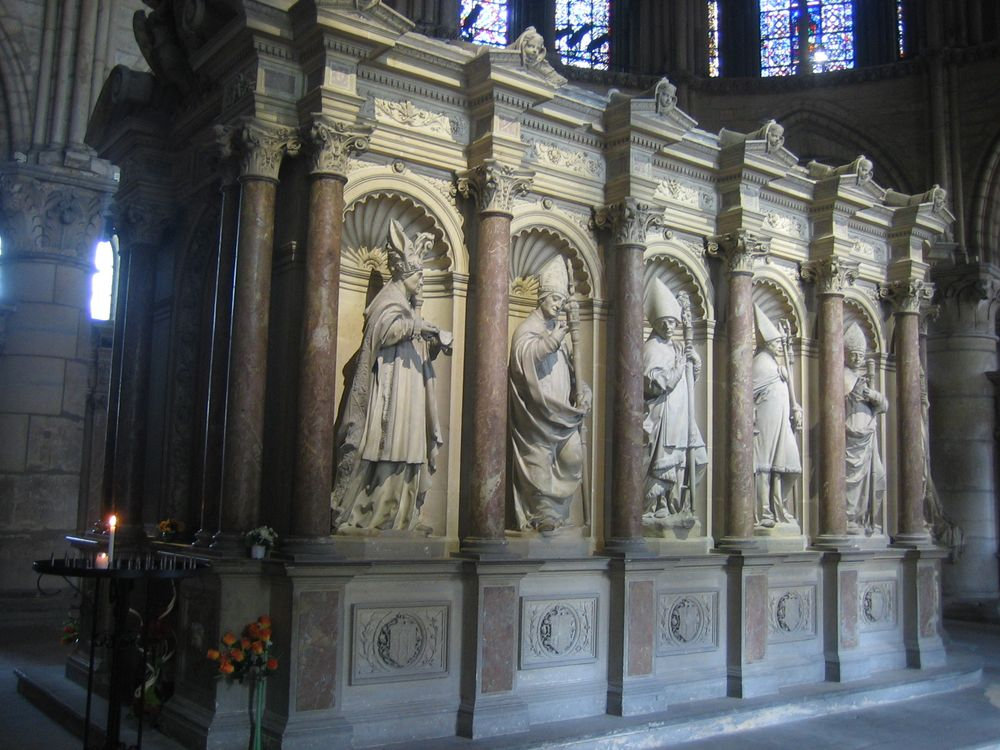
Tombeau de saint Remi dans le chœur de la basilique.
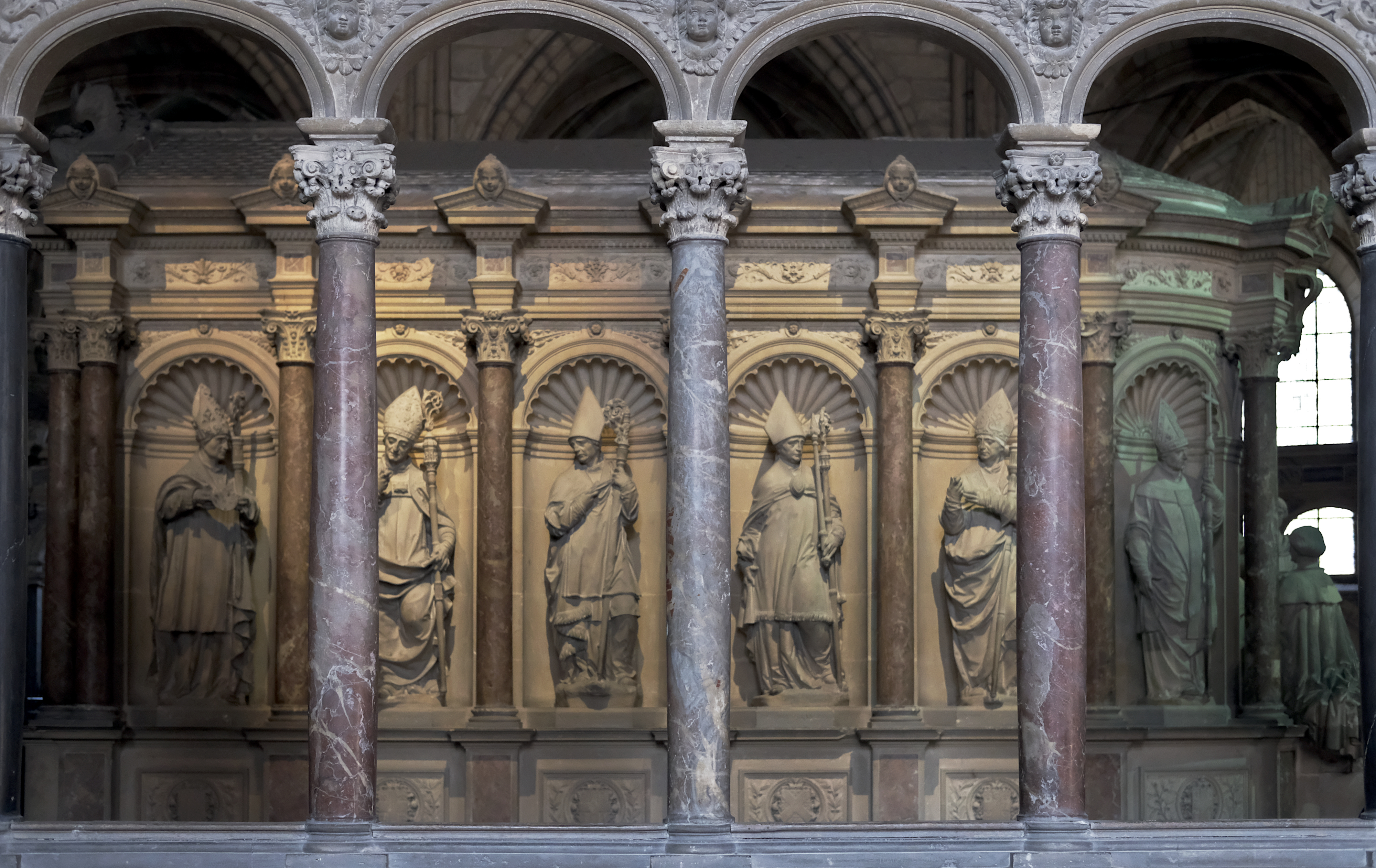
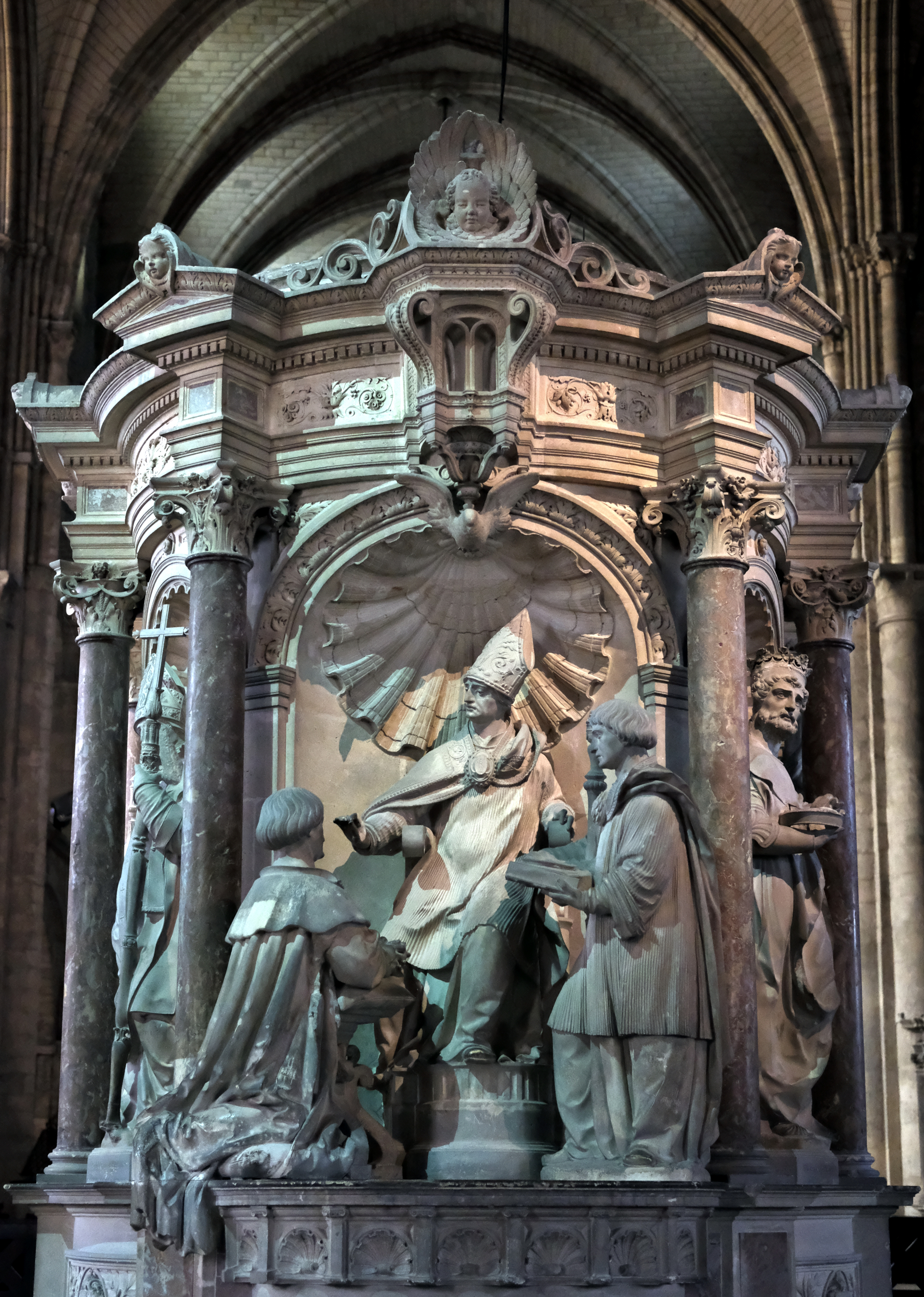

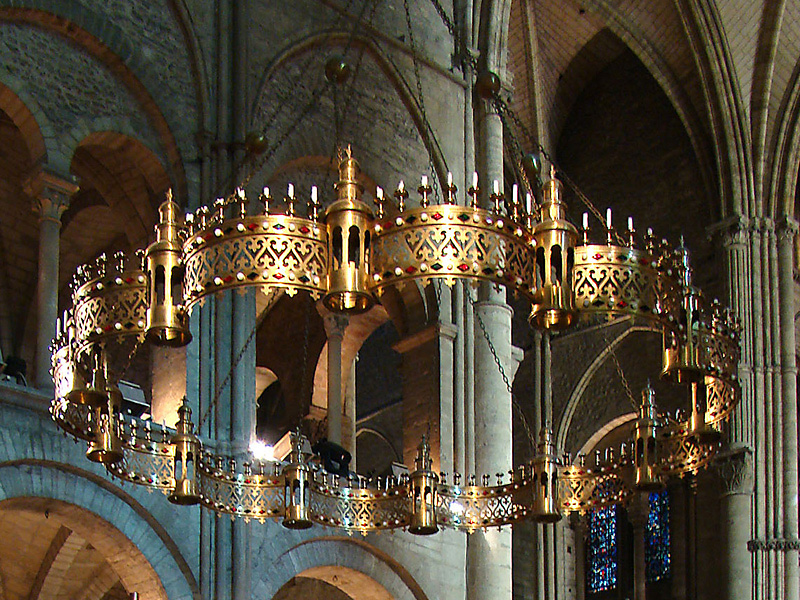
La « couronne de lumière ».
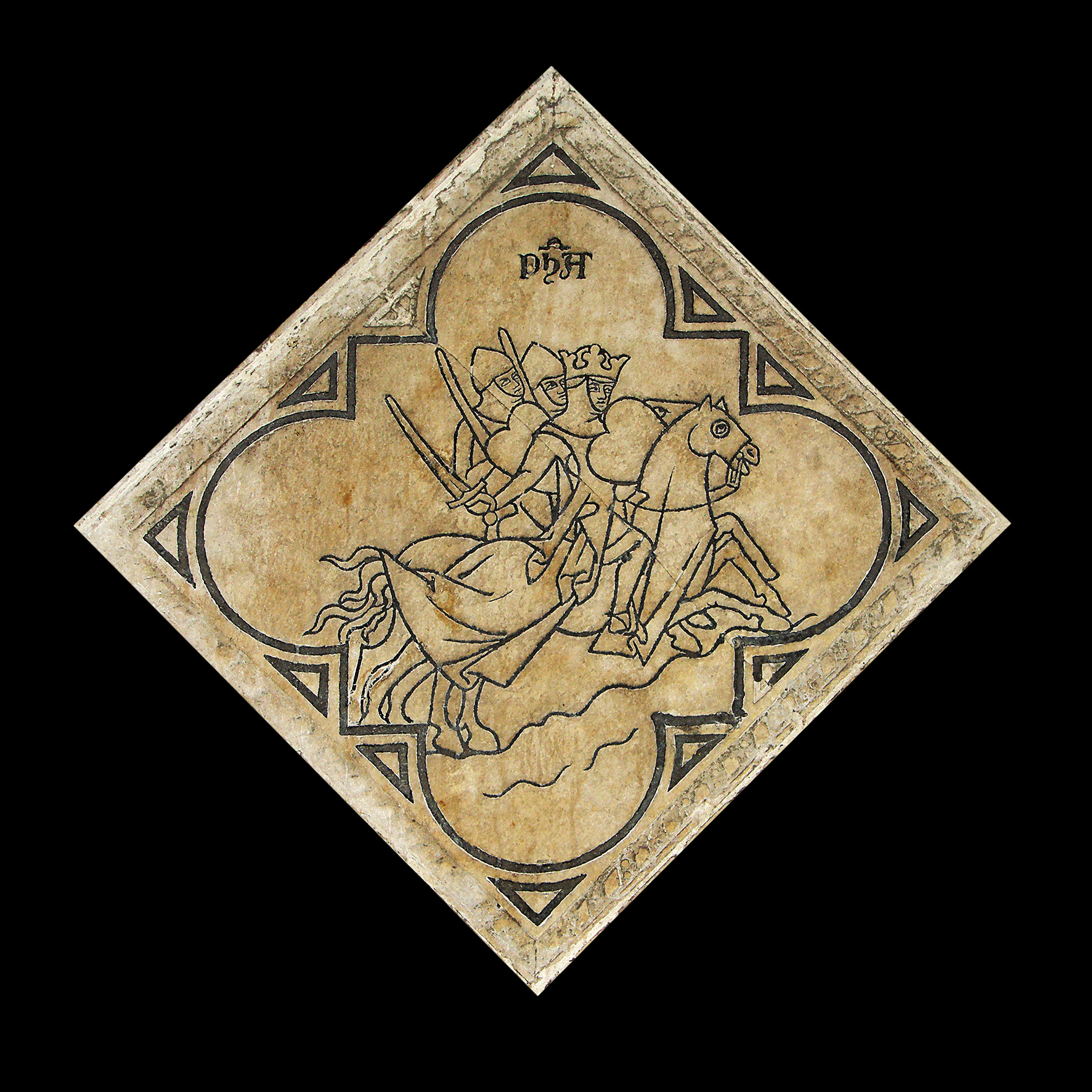
Dalle avec incrustations de plomb, montrant pharaon poursuivant Moïse et les Juifs, provenant du dallage de l'église Saint-Nicaise, exposée dans la basilique Saint-Remi, XIIIe s.
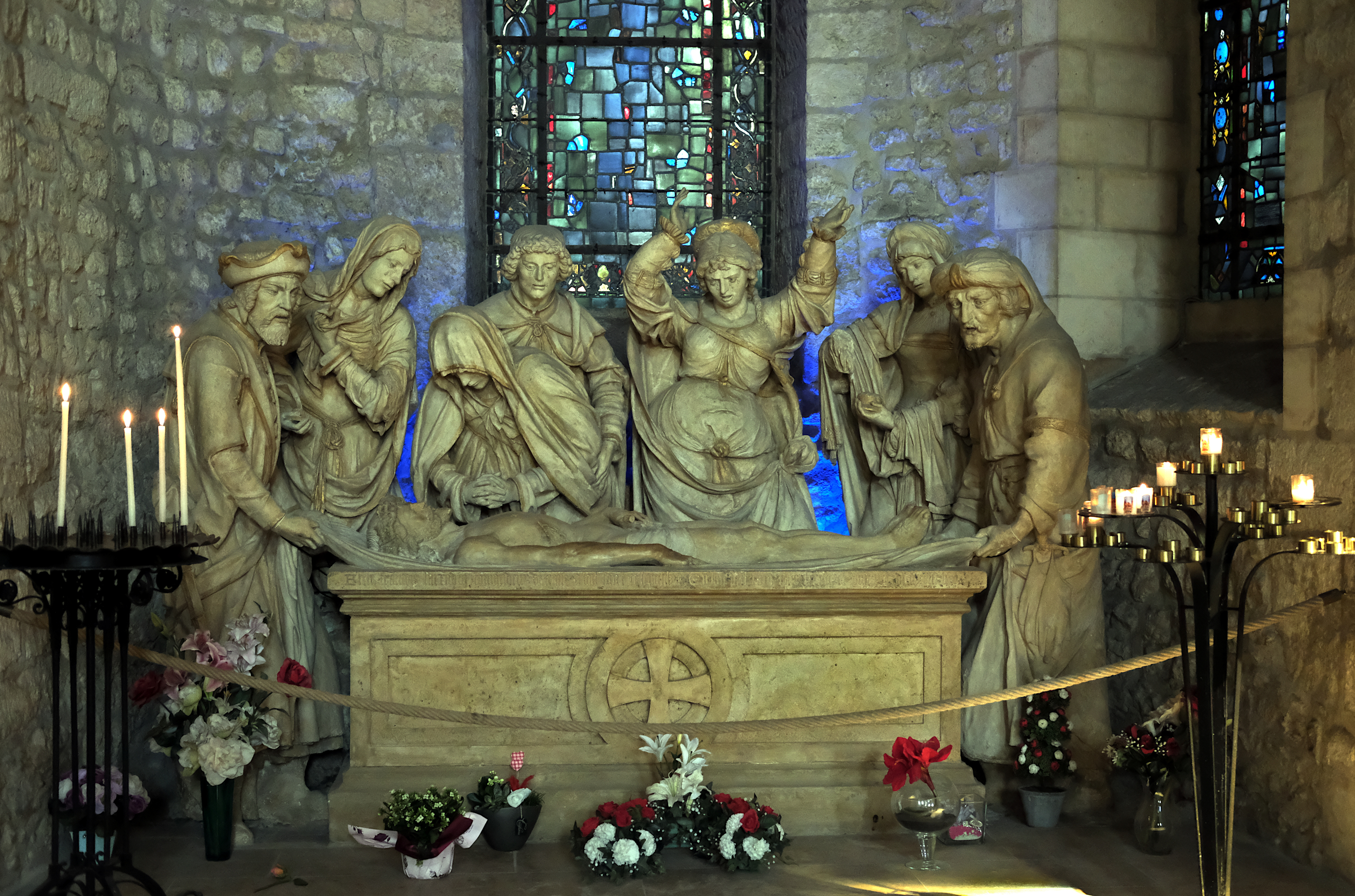
La Mise au tombeau.
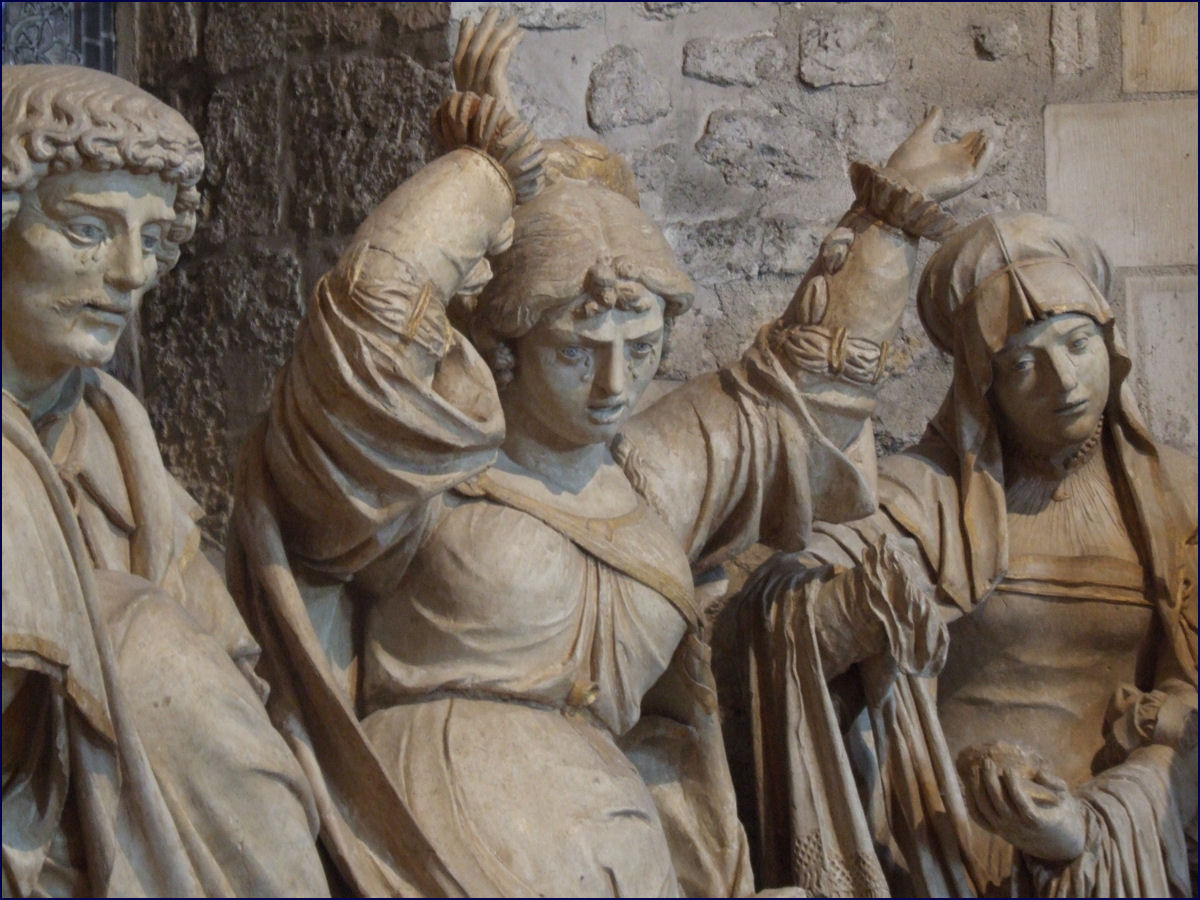
Statuaire expressive.
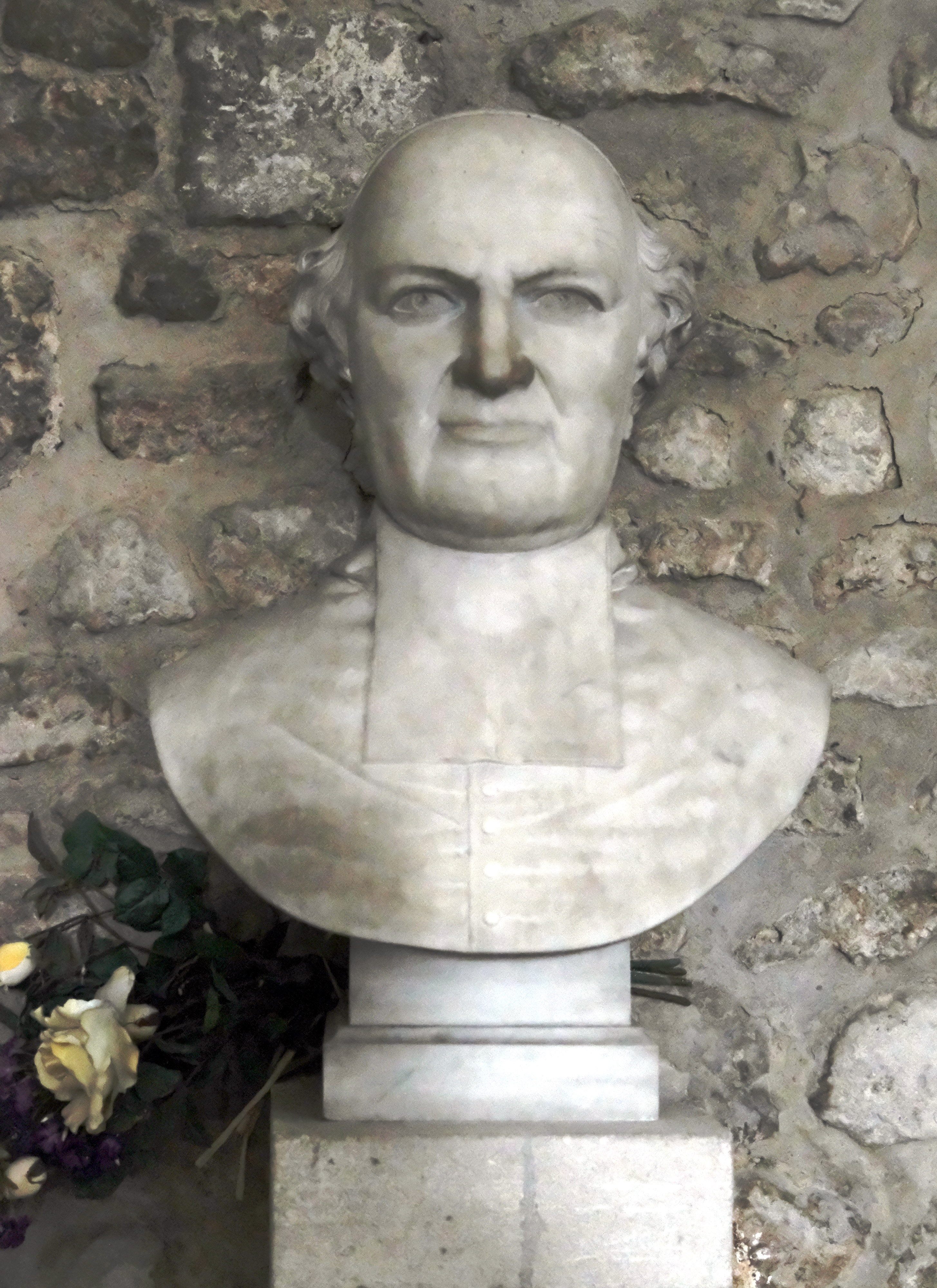
Buste du curé Nicolas Aubert (1839–1878).
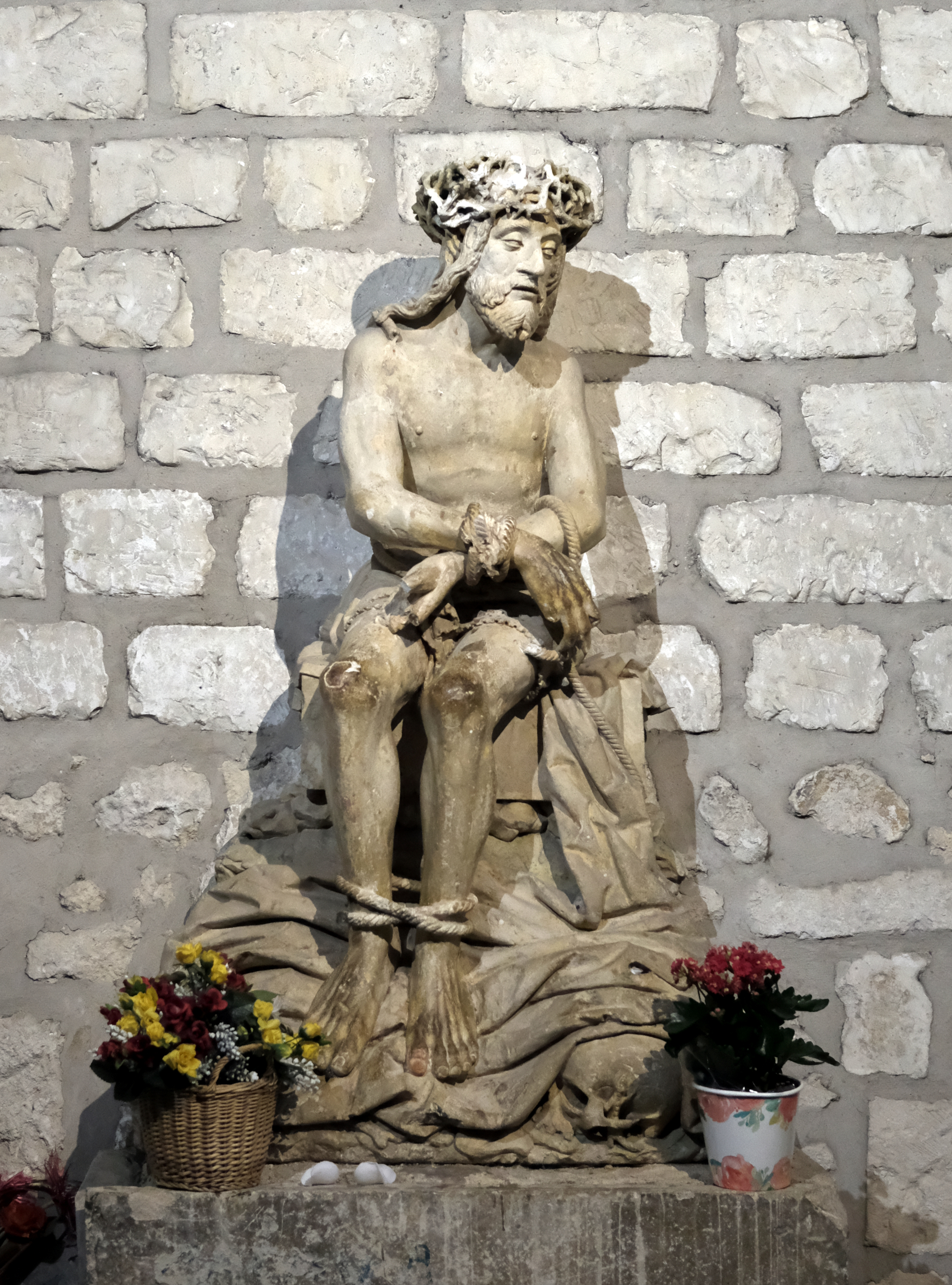
Christ de pitié du XVIe siècle.
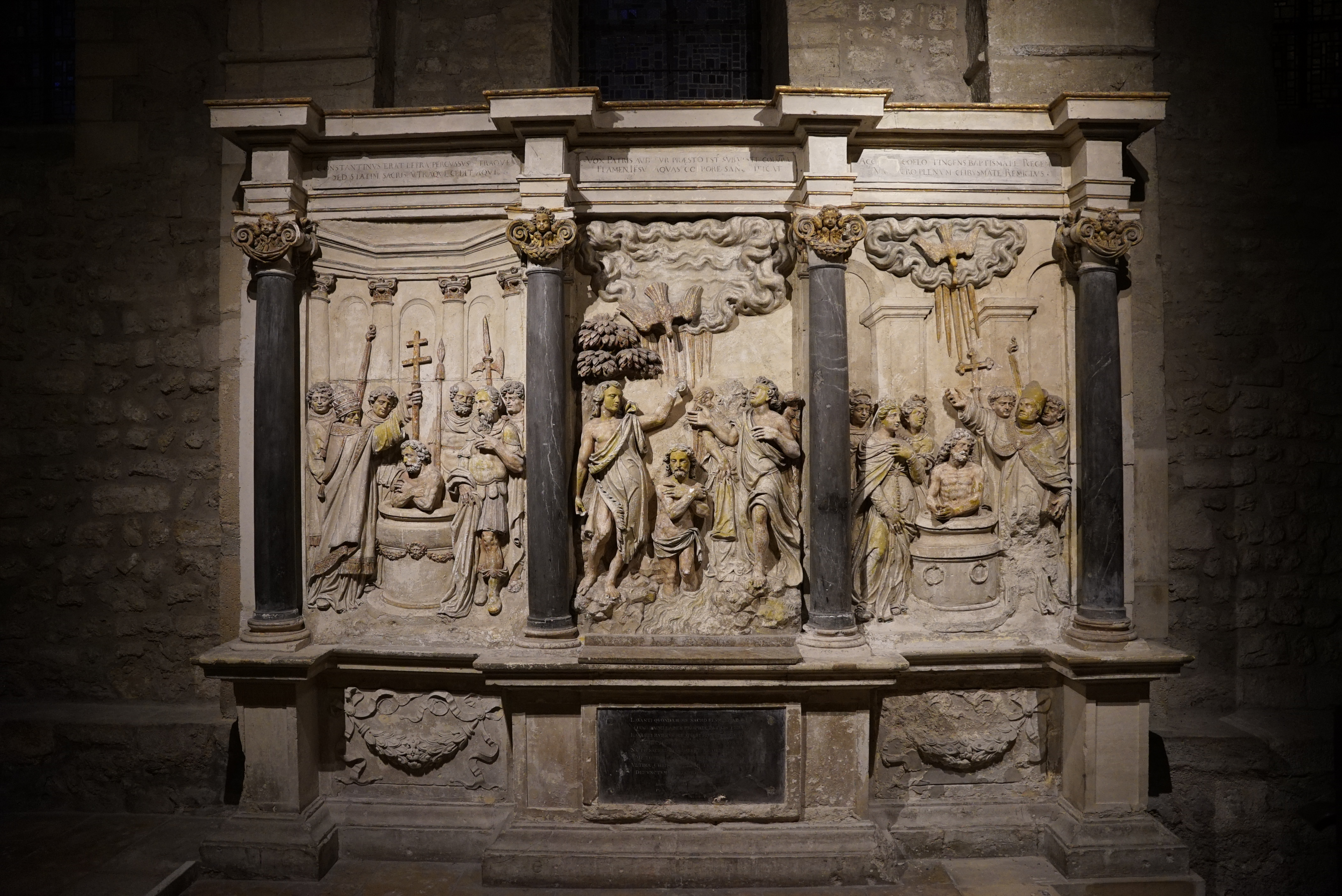
Retable des Trois Baptêmes.

Le 1er août 1918, alors qu'elle abritait un hôpital depuis les guerres napoléoniennes, des bombes larguées par des avions allemands s'abattent sur la basilique, le toit s'enflamme et s'effondre. Les fausses voûtes en bois et plâtre s'effondrent sur toute la longueur de la nef et une partie du transept. Les murs sont transpercés, le sol est couvert de décombres et il ne reste plus que les transmissions de l'orgue Brisset. Les dégâts sont aggravés par les intempéries de l'hiver, qui voit ensuite s'effondrer les bas-côtés sud, en avril 1919, tandis que la pluie et la tempête abattent le pignon nord du transept en 1920.

### Orgues

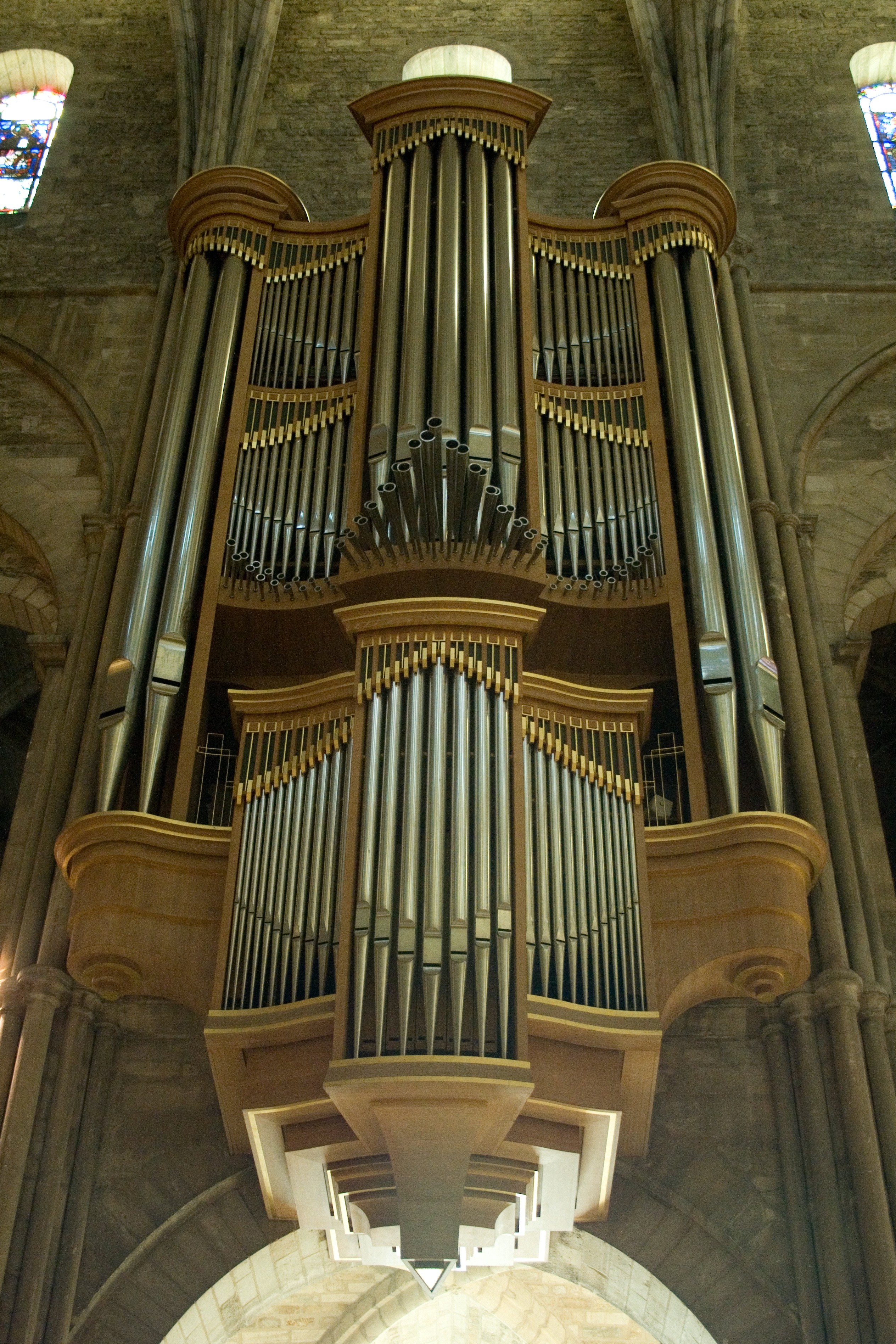
Orgue de Bertrand Cattiaux.

Ce n'est qu'en 2000 que la basilique se voit à nouveau dotée d'un grand orgue du facteur d'orgues Bertrand Cattiaux. 43 jeux, trois claviers manuel et pédales, il est intégré dans le bas-côté sud au niveau de la dixième travée. Il est aussi exceptionnel par la hauteur de ses tuyaux, 6,5 m intégrés dans un buffet de 11,5 m de Jean-Luc Giraud, la réalisation fut confiée à l'atelier de Yves le Huen.
Il fait suite à toute une série d'orgues, un orgue commandé par les moines en 1662 de vingt-cinq jeux et œuvre de Jacques Carouge et Jean de Villers qui fut détruit lors de la Révolution française. Un orgue de chœur ayant 23 jeux de  F. Verschneider fut réalisé en 1842. Un grand orgue de la onzième travée réalisé par Brisset fut installé en 1898 mais brûlait le 1er août 1918 lors de la Première Guerre mondiale, il avait cinquante jeux. En 1972 fut installé un orgue à dix jeux venant de la chapelle du collège de l'Université.

## Rois sacrés en l'abbaye Saint-Remi de Reims

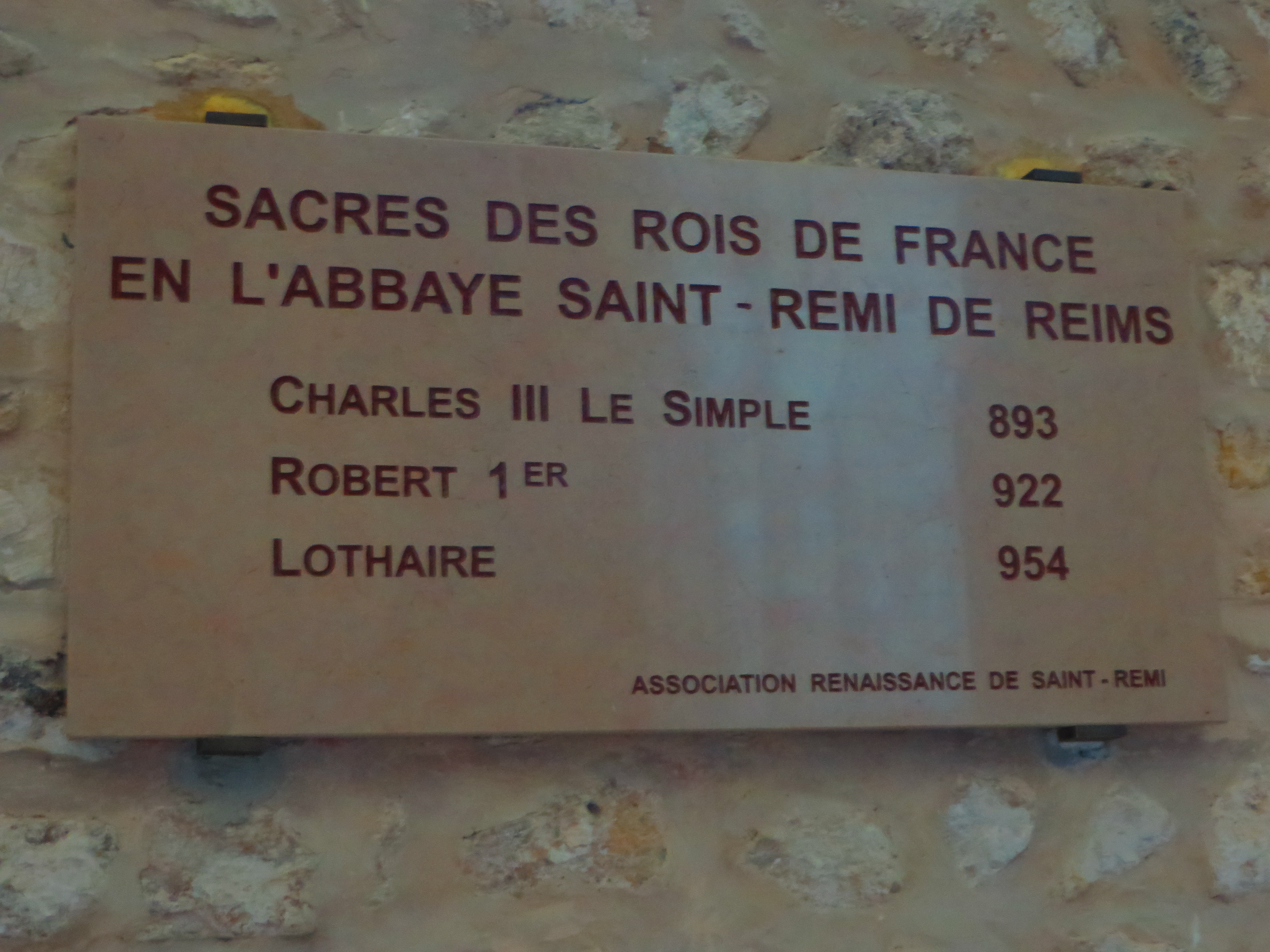
Plaque des couronnements de la basilique Saint-Remi.

Une plaque commémorative apposée dans la nef collatérale sud rappelle que trois rois des Francs furent sacrés dans cette basilique :
- Charles III le Simple en 893 ;
- Robert Ier en 922 ;
- Lothaire en 954.

## Liste des personnes célèbres enterrées dans la basilique Saint-Remi de Reims
- Carloman Ier roi des Francs ;

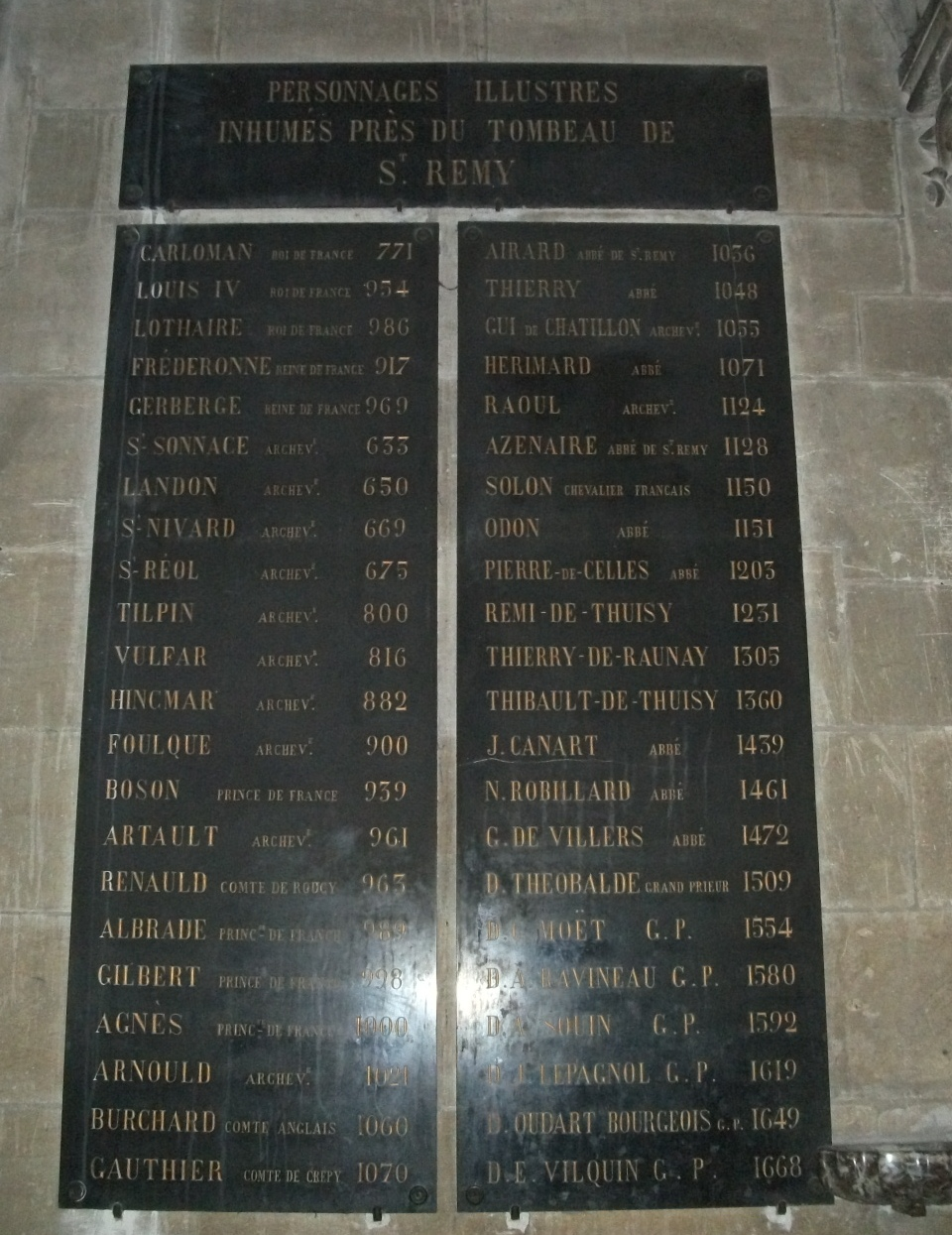
Plaque se trouvant à proximité du portail ouest de la basilique et listant les personnes célèbres inhumées dans la basilique Saint-Remi de Reims.

- Louis IV d'Outremer roi des Francs ;
- Lothaire (vers 941–986) roi des Francs ;
- Frédérune, reine des Francs, en 917 ;
- Gerberge de Saxe, reine des Francs, en 969 ;
- Saint Sonnace, archevêque de Reims, en 631 ;
- Landon de Reims, archevêque de Reims ;
- Saint Nivard de Reims, archevêque de Reims ;
- Saint Rieul de Reims, archevêque de Reims ;
- Tilpin, archevêque de Reims, en 806 ;
- Vulfaire, archevêque de Reims, en 816 ;
- Hincmar de Reims ;
- Foulques le Vénérable ;
- Boson, prince franc en 937 ;
- Artaud de Reims, mort le 1er octobre 961 ;
- Renaud de Roucy, comte de Roucy, mort le 10 mai 963 ;
- Albrade, princesse franque, en 989 ;
- Gilbert, prince franc, en 998 ;
- Agnès, princesse franque, en 1000 ;
- Arnoul de France, fils illégitime du roi Lothaire, archevêque de Reims, en 1021 ;
- Burchard, comte anglais, en 1060 ;
- Gauthier, comte de Crepy, en 1070 ;
- Airard, abbé de Saint-Remy, en 1036 ;
- Thierry, abbé de Saint-Remy, en 1048 ;
- Gui de Chatillon, abbé de Saint-Remy, en 1048 ;
- Herimard, abbé de Saint-Remy, en 1071 ;
- Azenaire, abbé de Saint-Remy, en 1122 ;
- Raoul le Vert, archevêque de Reims, en 1124 ;
- Solon, chevalier français ;
- Odon, abbé de Saint-Remy, en 1151 ;
- Pierre de Celle, évêque de Chartres ;
- Remi de Thuisy, en 1231 ;
- Thierry de Raunay, en 1305 ;
- Thibault de Thuisy, en 1360 ;
- Jean Canart, abbé de Saint-Remy, en 1439 ;
- Nicolas Robillard, abbé de Saint-Remy, en 1461 ;
- Guillaume De Villers, abbé de Saint-Remy, en 1472 ;
- Dom Théobalde, grand prieur, en 1509 ;
- Robert de Lenoncourt, en 1532 ;
- Dom G. Moët, grand prieur, en 1554 ;
- Dom A. Lavineau, grand prieur, en 1589 ;
- Dom A. Solin, grand prieur, en 1592 ;
- Dom J. Lepagnol, grand prieur, en 1619 ;
- Dom Odouart-Bourgeois, grand prieur, en 1649 ;
- Dom E. Vilquin, grand prieur, en 1668.

Parmi les personnalités royales et ecclésiales enterrées dans la basilique, on peut noter les rois carolingiens Louis IV d'Outremer et Lothaire (roi des Francs) qui ont fait l'objet de descriptions, : au moment de leur destruction sous la Révolution française, les deux tombeaux de Louis IV et de son fils le roi Lothaire se trouvaient de part et d'autre du chœur, du côté de l'épître pour Louis IV et du côté de l'évangile pour Lothaire. Leurs restes avaient été déplacés au milieu du XVIIIe siècle et transportés à droite et à gauche du mausolée de Carloman Ier sous la première arcade de la nef collatérale du côté de la sacristie de la basilique Saint-Remi de Reims. Les statues placées sur les tombes initiales furent laissées a leur place.
Les deux statues étaient peintes et on voyait des fleurs de lys d'or au manteau jeté sur l'épaule de chaque roi. Le trône du roi Louis IV était semblable à un banc posé sur un socle de même matière. Le siège avait un dos qui s'élevait au-dessus de la tête royale qu'il abritait à l'aide d'un toit à deux versants, trois arceaux ornaient le dessous de ce toit. Le roi était coiffé d'un bonnet et portait une longue barbe. Louis tenait à la main un sceptre terminé par une pomme de pin ; il était chaussé de bottines extrêmement simples et couvert d'une chlamyde. Le socle sur lequel reposaient ses pieds était orné aux angles de figures d'enfants ou de lions. Le trône de Lothaire était plus orné que celui de Louis IV. Un peu plus haut et moins large, il portait au fronton de sa toiture une fleur de lys et deux autres fleurs. La couronne de Lothaire était un cercle surmonté de quelques fleurs, une autre fleur assez semblable à une fleur de lys était au haut de son sceptre. Il portait une tunique et par-dessus une chlamyde attachée sur son épaule droite. À ses pieds, on pouvait voir une figure d'enfant ou de nain qui avait l'air de le chausser ou de le déchausser.

## Événementiel

### Visites de personnalités
Le peintre  Tsuguharu Fujita a connu une illumination mystique en la visitant, ce qui l'a amené à embrasser la foi chrétienne.
Le pape Jean-Paul II a effectué un voyage à Reims en 1996, pour célébrer le 1500e anniversaire du baptême de Clovis, premier roi des Francs, par saint Remi.
La basilique Saint-Remi a fêté en 2007 son millénaire et a accueilli 80 000 visiteurs en 1999.

### Autres événements
Tout au long de l'année sont organisées des activités culturelles comme des concerts du grand orgues, des Flâneries musicales de Reims et chaque été un son et lumières.

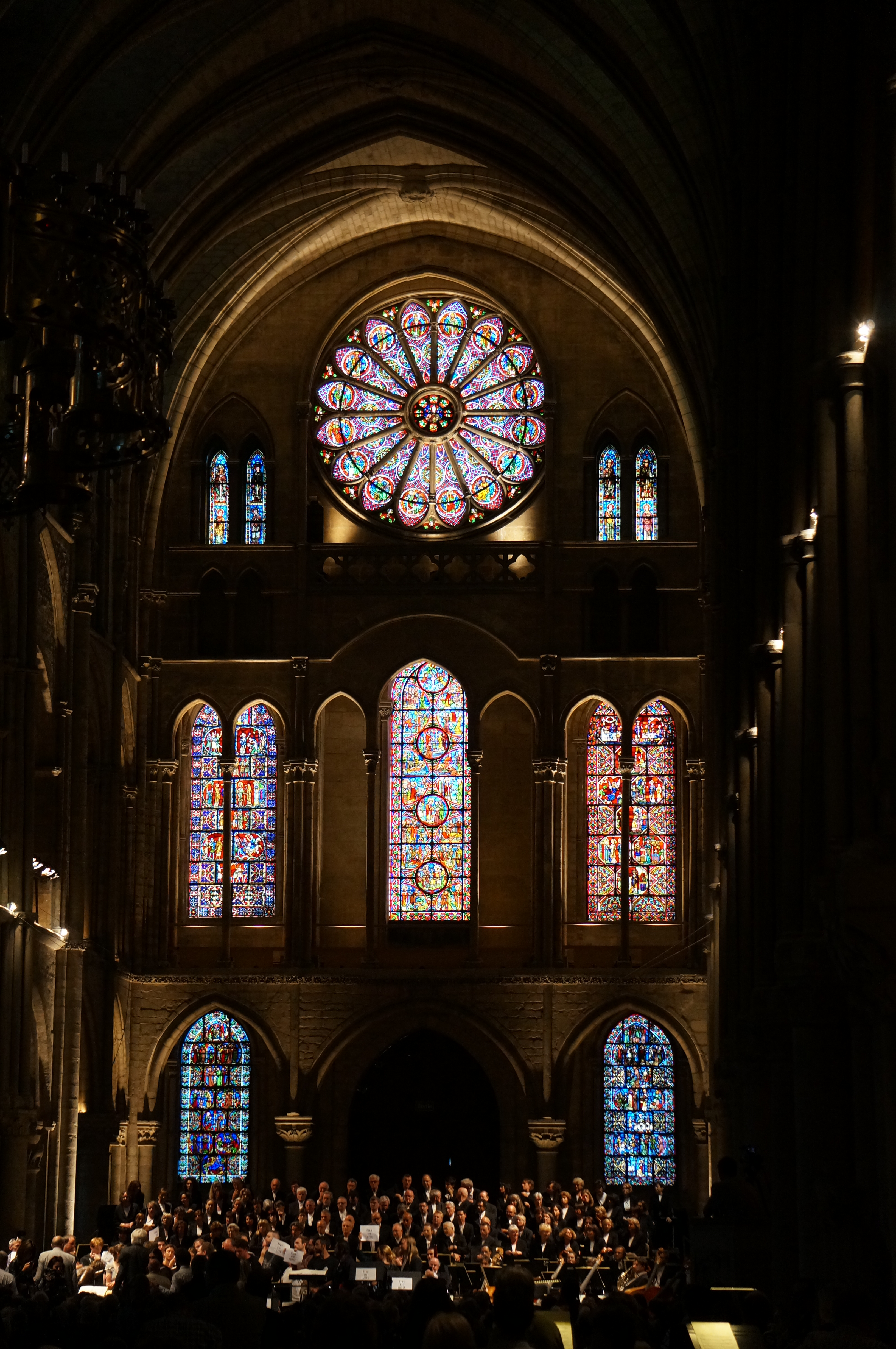
Chœur Nicolas de Grigny en 2014.
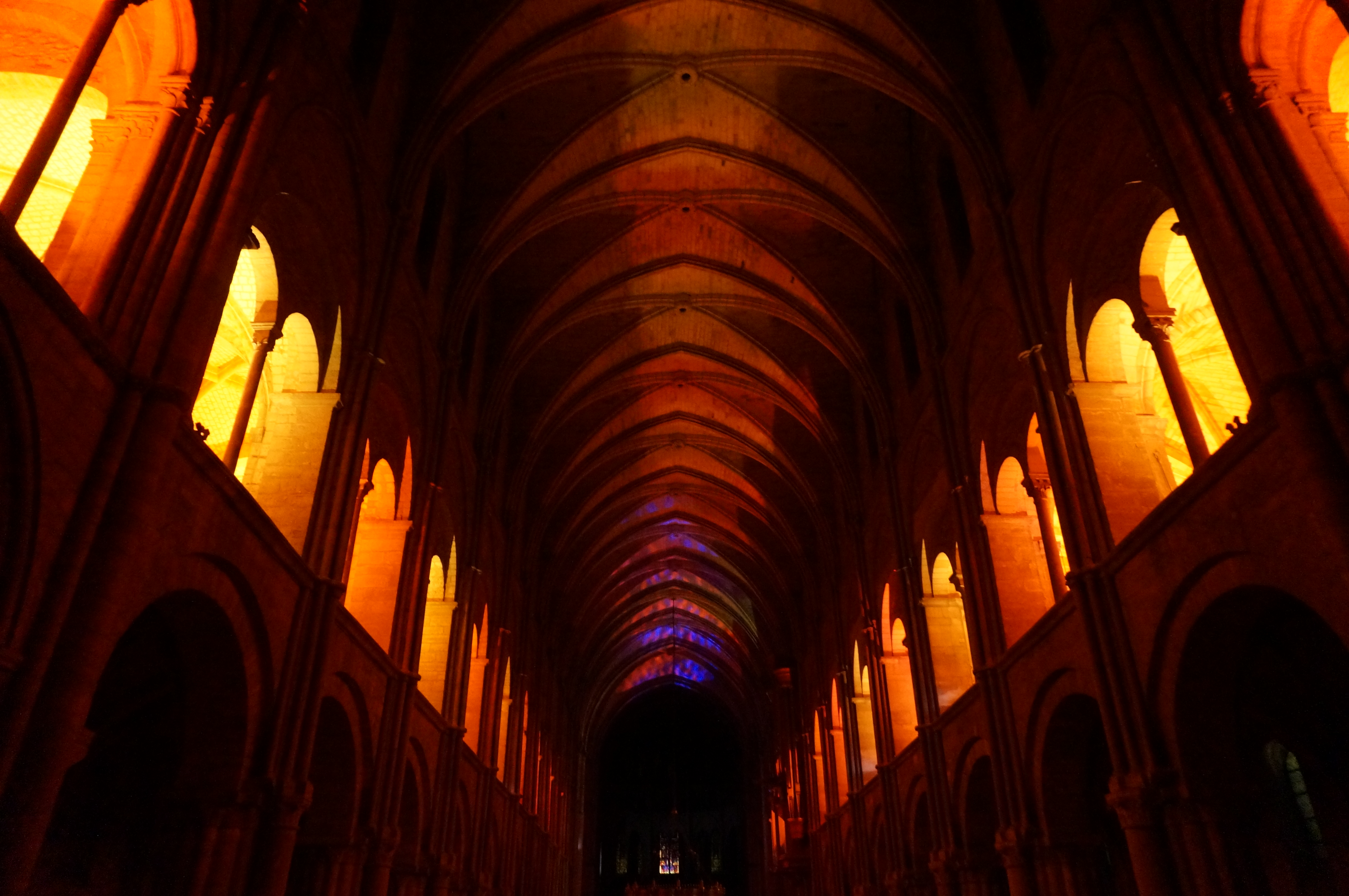
Son & lumière.
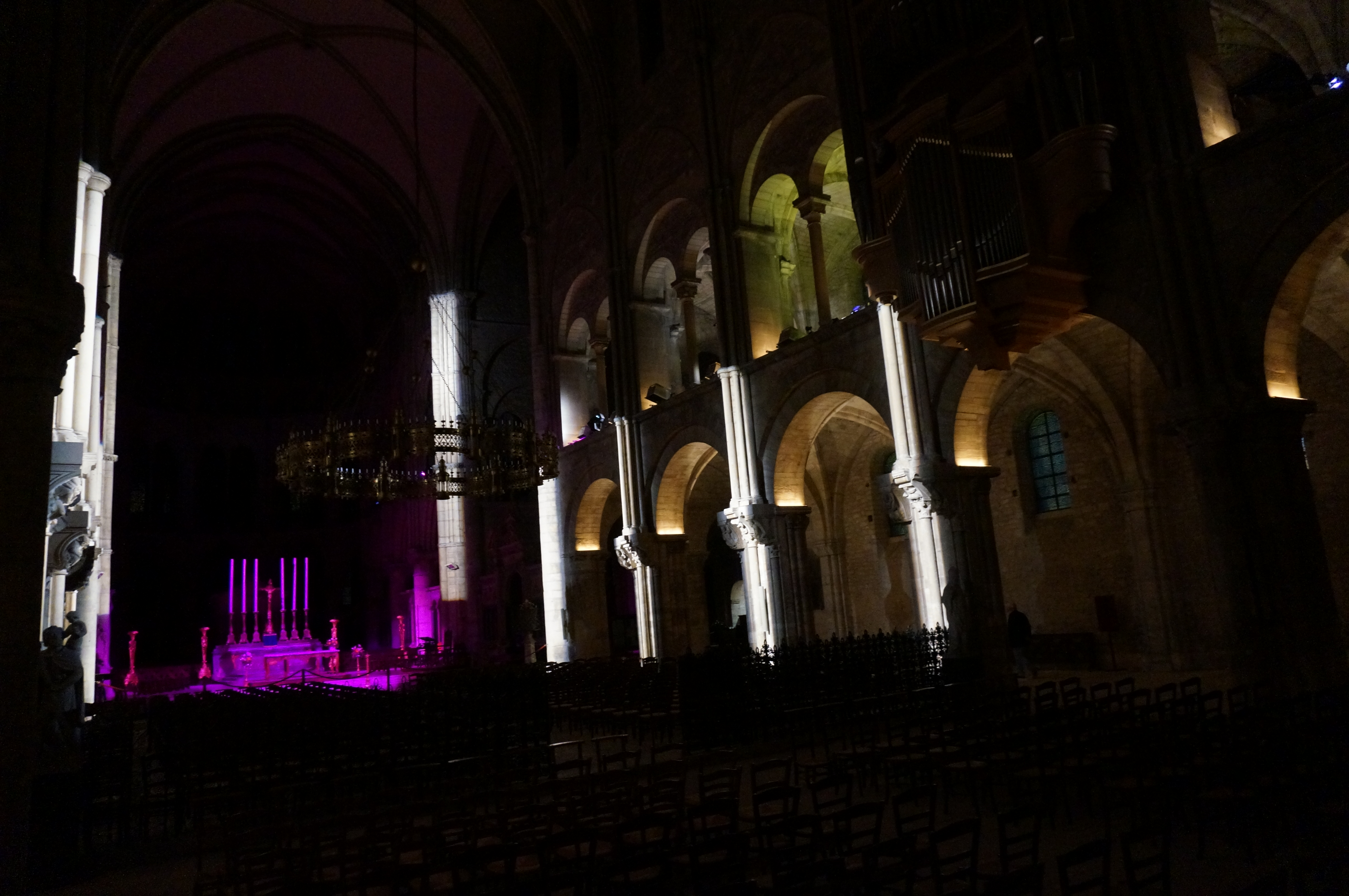
Son & lumière en intérieur.
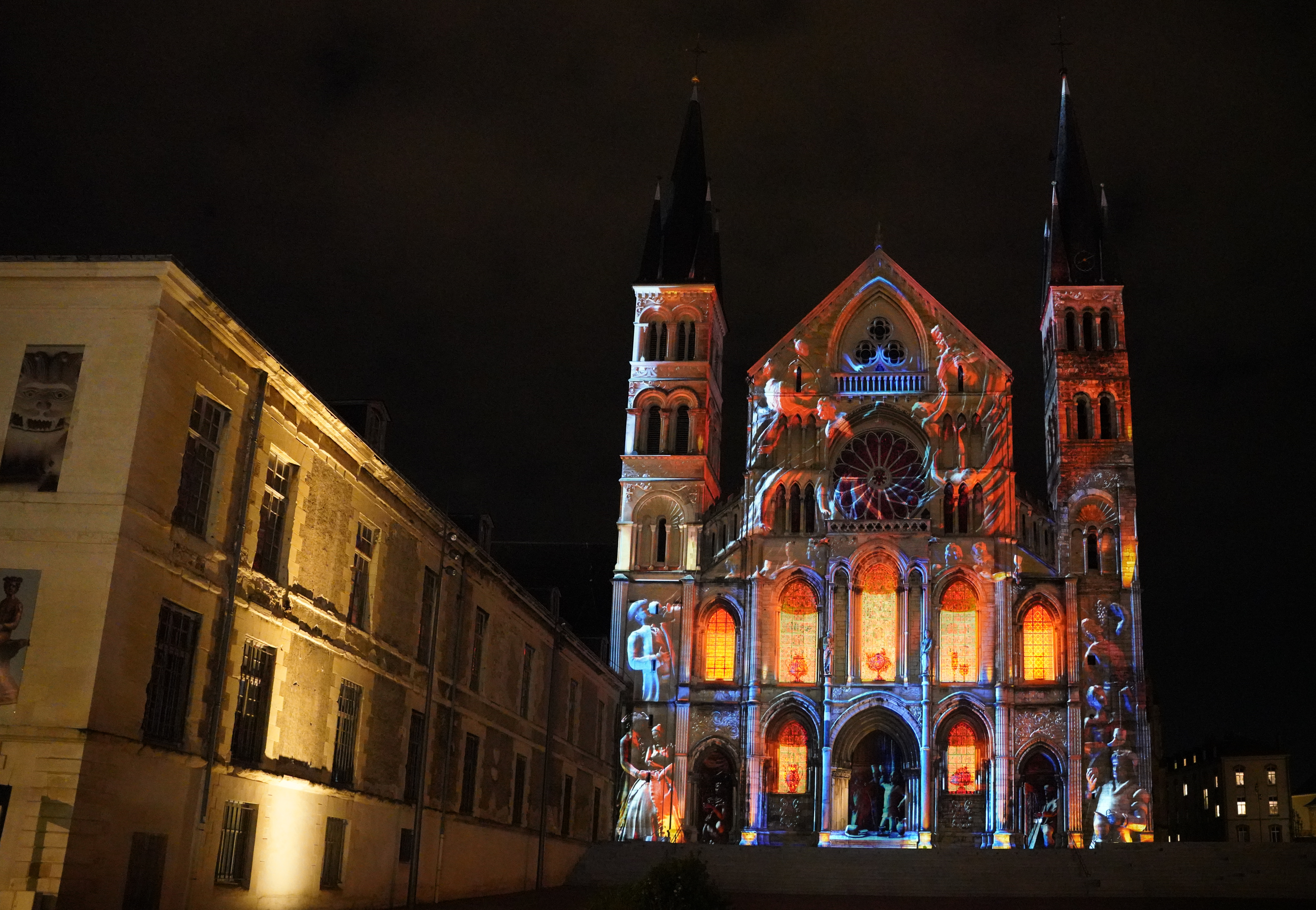
Son & lumière en extérieur.
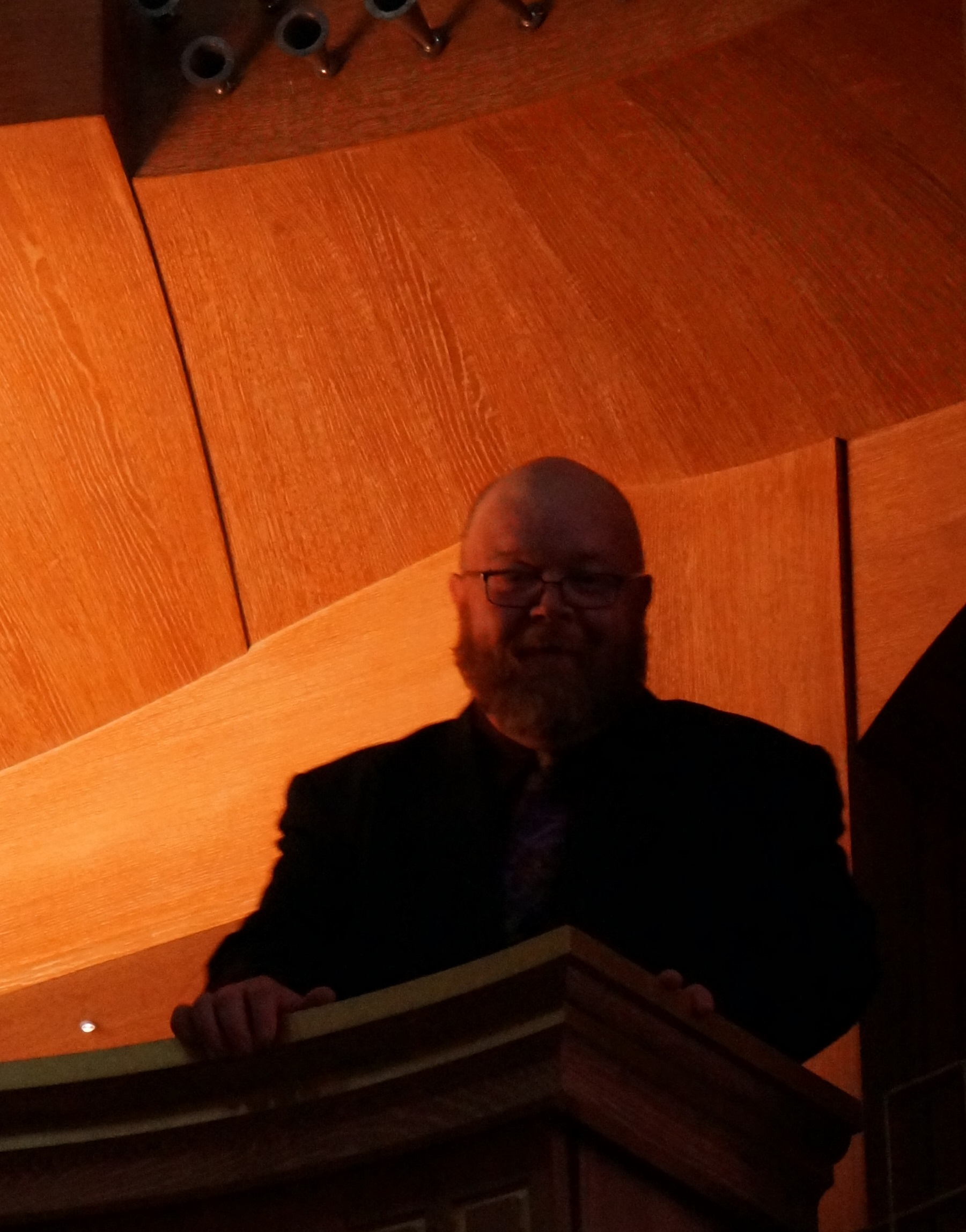
Récital d'orgue par Peter Sykes.

La basilique accueille une partie des spectacles des Rencontres baroques rémoises.

### Remarque
Dans la région de Reims, on a coutume de prononcer saint Remi (voire R'mi). Cette coutume de prononciation perdure.

## Notes et références

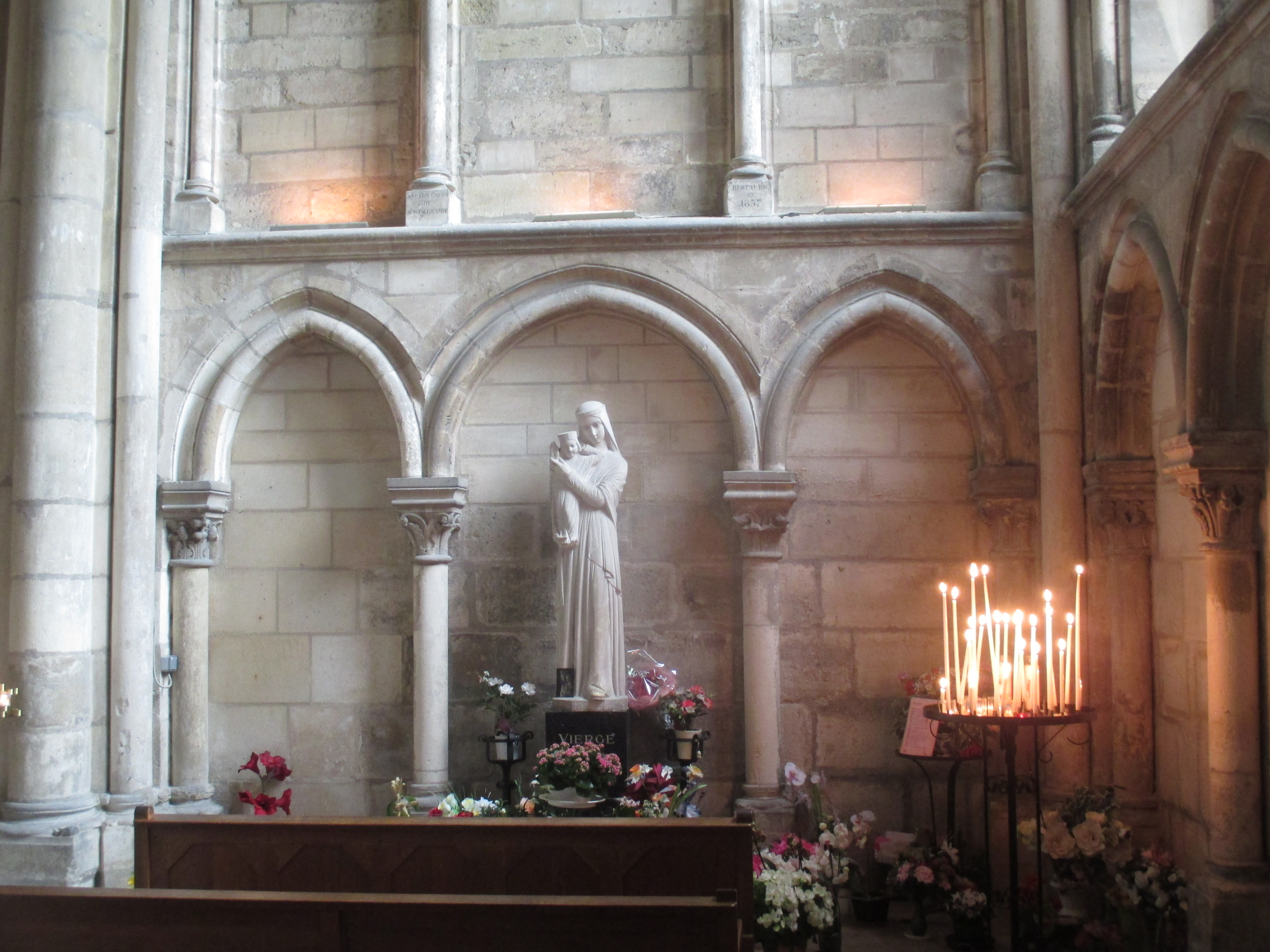
La chapelle de la Vierge du Vœu, haut lieu de prières pour les Rémois.

#### Bases de données et dictionnaires
- Ressources relatives à la religion :   - Clochers de France
  - GCatholic.org
  - Observatoire du patrimoine religieux
- Ressources relatives à l'architecture :   - Mérimée
  - PSS
- Ressource relative à la musique :   - MusicBrainz
- Notices d'autorité :   - VIAF
  - LCCN
  - GND
  - Israël